# Claude Monet
Oscar-Claude Monet (Paris, 14 de novembro de 1840 — Giverny, 5 de dezembro de 1926) foi um pintor francês e o mais célebre entre os pintores impressionistas.
O termo Impressionismo surgiu a partir de uma crítica a um dos primeiros quadros de Monet, "Impressão, nascer do sol", feita à obra pelo pintor e escritor Louis Leroy: "Impressão, nascer do Sol” – eu bem o sabia! Pensava eu, justamente, se estou impressionado é porque há lá uma impressão. E que liberdade, que suavidade de pincel! Um papel de parede é mais elaborado que esta cena marinha. A expressão foi usada originalmente de forma pejorativa, mas Monet e seus colegas adotaram o título, tendo consciência da revolução que estavam a iniciar na pintura.

## Primeiros anos

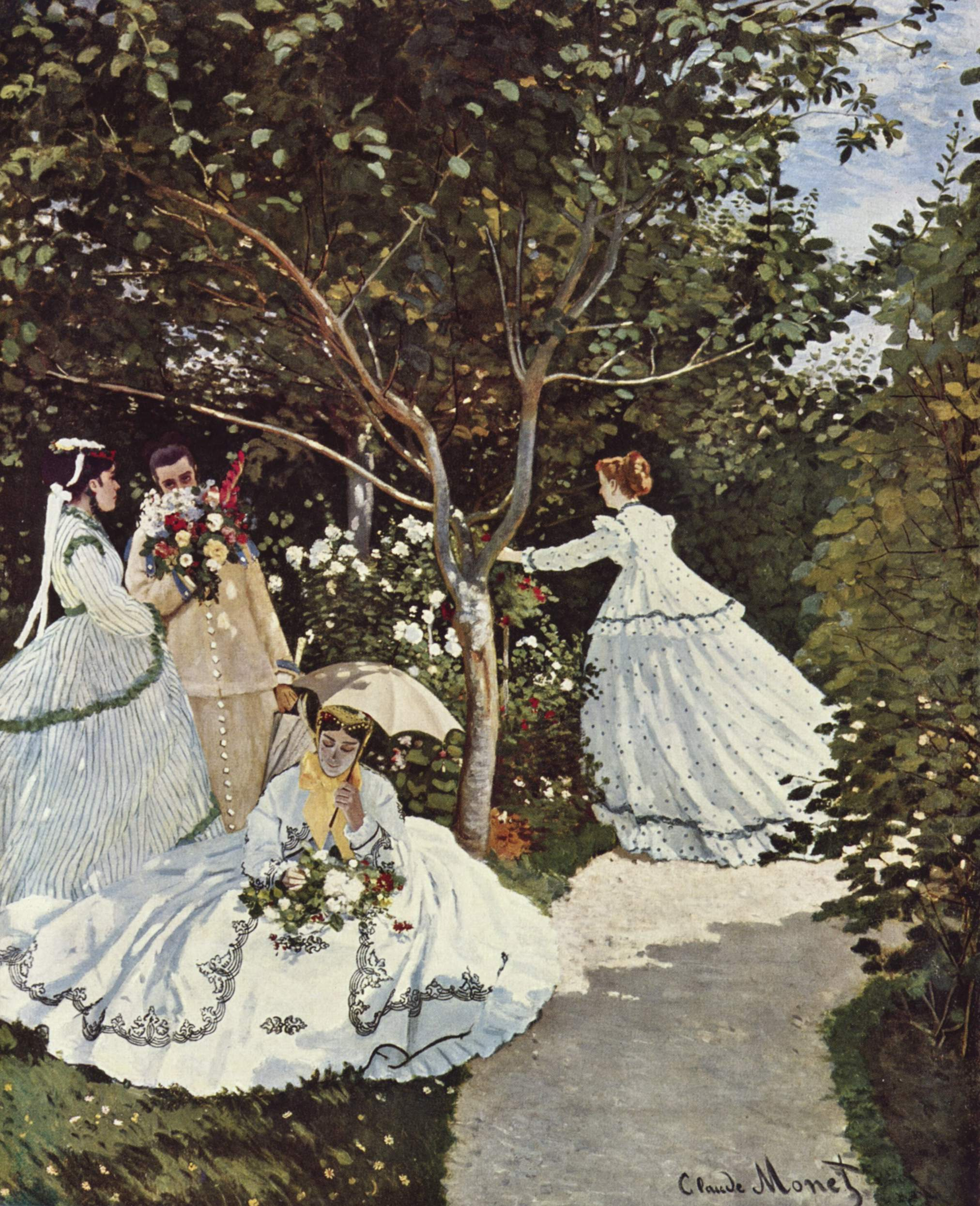
Mulheres no jardim, de 1866

Claude Monet nasceu em Paris, em [14 de novembro] de 1840 na 9º arrondissement. Seu pai, Claude - Auguste, tinha uma mercearia modesta. Aos cinco anos, sua família mudou-se para Le Havre, na Normandia. Seu pai desejava que Claude continuasse no comércio da família, mas ele desejava pintar. Foi a sua tia Marie-Jeanne Lecadre que o apoiou a seguir a carreira artística, pois ela também foi pintora.
Em 1851, Monet entrou para a escola secundária de artes e acabou se tornando conhecido na cidade pelas caricaturas que fazia. Nas praias da Normandia, Monet conheceu, por volta de 1856, Eugène Boudin, um artista que trabalhava extensivamente com pintura ao ar livre nessas mesmas praias, e que lhe ensinou algumas técnicas ao ar livre.
Em 28 de janeiro de 1857, sua mãe morreu e, aos 16 anos, Monet abandonou a escola e foi morar com sua tia Marie-Jeanne Lecadre.
No mesmo ano, Monet foi para Paris estudar pintura, e foi aí que conheceu a sua primeira mulher, Camille Monet, a quem retratou muitas vezes, em quadros onde ela aparecia mais do que uma vez na mesma pintura.

## Estudo na arte
Em 1859, Monet mudou-se para Paris. Frequentava muito a academia suíça de Paris, onde copiava os grandes pintores. Em 1861, foi obrigado a servir no Exército na Argélia. Sua tia Lecadre concordou em conseguir sua dispensa do serviço caso Monet se comprometesse a cursar arte na universidade. Deixou o exército, mas não lhe agradou o tradicionalismo da pintura acadêmica.
Decepcionado com o ensino da pintura acadêmica na Universidade, em 1862, ele foi estudar artes com Charles Gleyer em Paris, onde conheceu Camille Pissarro e Gustave Courbet. Juntos desenvolveram a técnica de pintar o efeito das luzes com rápidas pinceladas, o que mais tarde seria conhecido como Impressionismo.

## Carreira artística

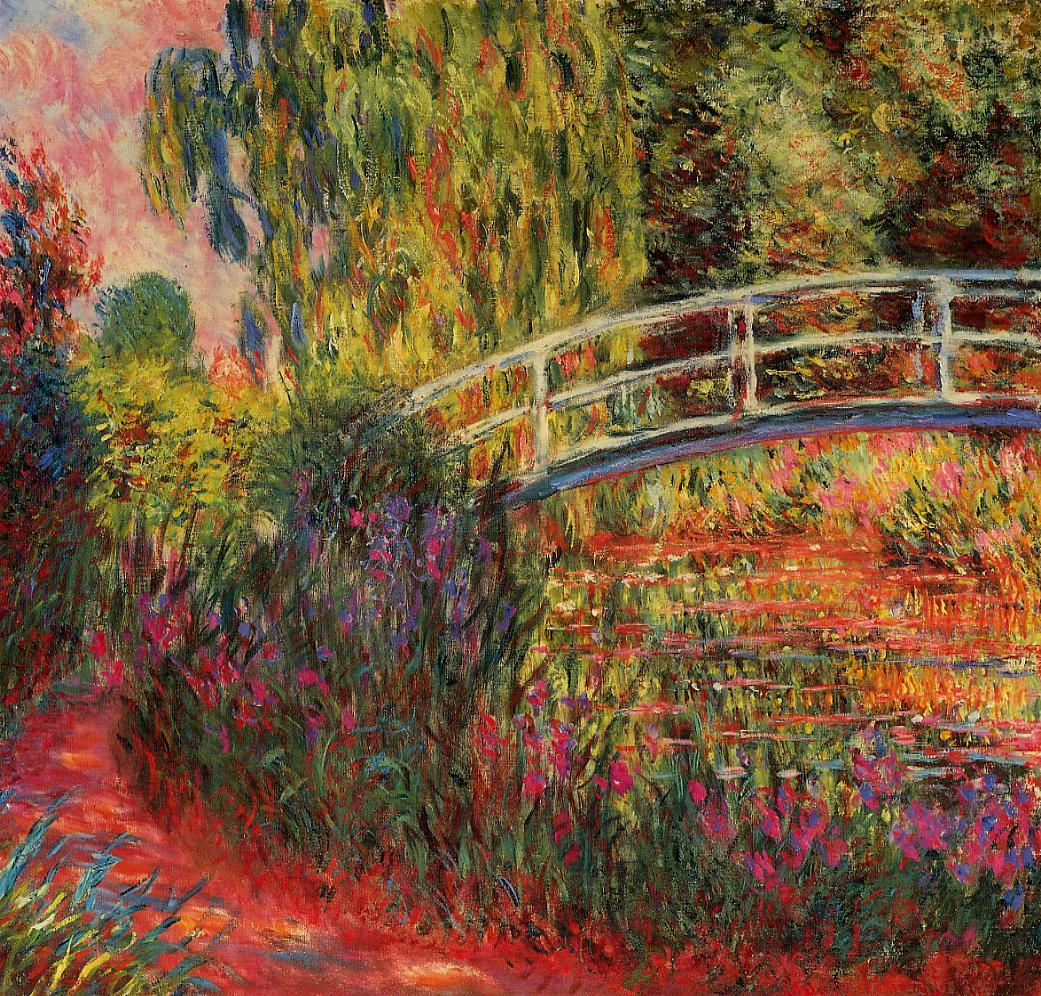
A ponte Japonesa (The Bridge in Monet's Garden), de 1900

Em 1863, ajudado por seu amigo, Monet alugou um pequeno estúdio em Paris. No mesmo ano, Monet entraria para o Salão oficial de pintura de Paris: "Estuário do Sena" e "Ponte sobre Hève na Vazante".
No ano seguinte, Monet novamente expôs duas telas no salão de Paris: "Camille" ou "O vestido verde" e "A floresta em Fontainebleu". A tela "O vestido verde" recebeu grandes elogios por parte dos críticos e ganhou um prêmio no salão de Paris. Em "Camille", Monet retratou Camille Doncieux, que se tornaria sua futura mulher. No ano de 1867, Monet tentou inscrever a obra "Mulheres no Jardim" no Salão, que não a aceitou. A tela era tão grande que ele construiu uma vala para poder enterrar a parte inferior e atingir a parte superior da tela ao pintar. No mesmo ano, Monet e Camille teriam seu primeiro filho, Jean.

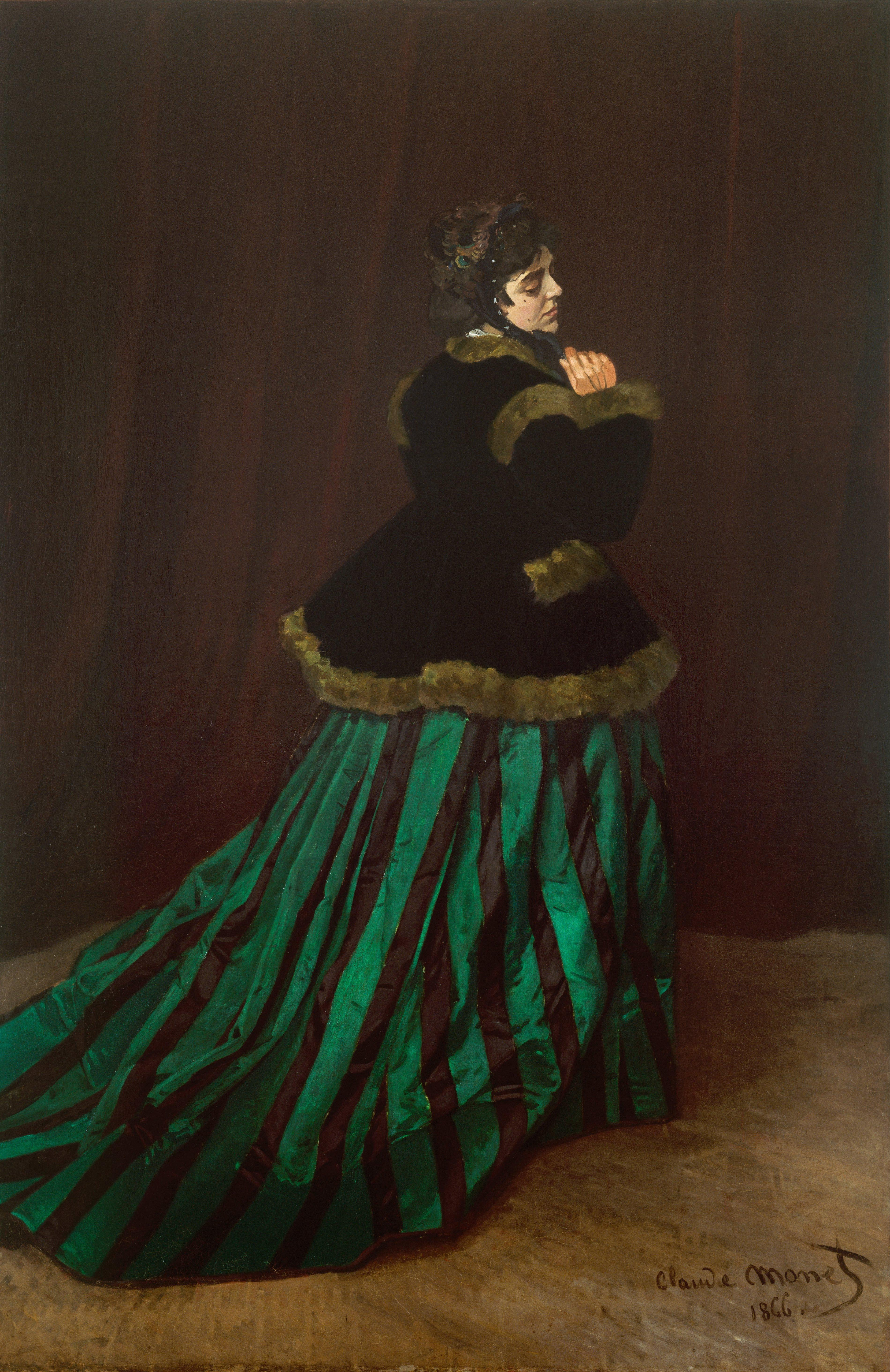
Camille (1866), Monet, atualmente no Kunsthalle de Bremen, Alemanha

Em 1868, Monet entrou em dificuldades financeiras, teve um quadro inscrito no Salão de Paris, "Navio deixando o cais de Le Havre", que recebeu uma crítica negativa. Recebeu, no mesmo ano, medalha de prata na Exposição Marítima Internacional de Le Havre pela tela "O molhe de Le Havre".
Em 1870, Camille e Monet se casaram após o nascimento do primeiro filho do casal. No mesmo ano, com o início da guerra franco-prussiana, Monet e sua família se refugiaram em Londres. De volta à França e com o pai já morto, refugiar-se em Le Havre não o atraía mais, por isso Monet mudou-se para Argenteuil, onde passou a receber seus amigos impressionistas (Édouard Manet, Pierre-Auguste Renoir, Alfred Sisley e outros). Na cidade, o rio Sena e as belas paisagens serviram de inspiração para numerosos quadros de Monet e seus amigos que puderam pintar ao ar livre.

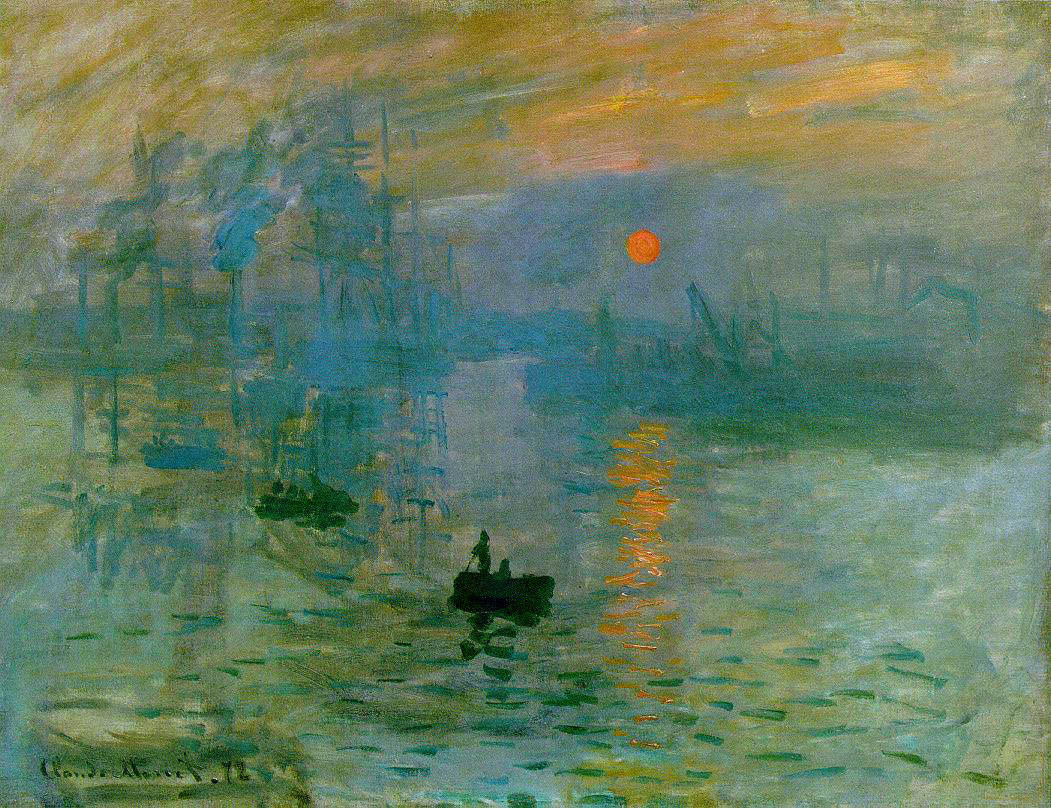
Impressão, nascer do sol

Em 1872, Monet pintou Impressão, nascer do sol (Impression: Soleil Levant, atualmente no Museu Marmottan de Paris), uma paisagem do Havre, exibida na primeira exposição impressionista de 1874. O quadro deu origem ao nome usado para definir o movimento impressionista.

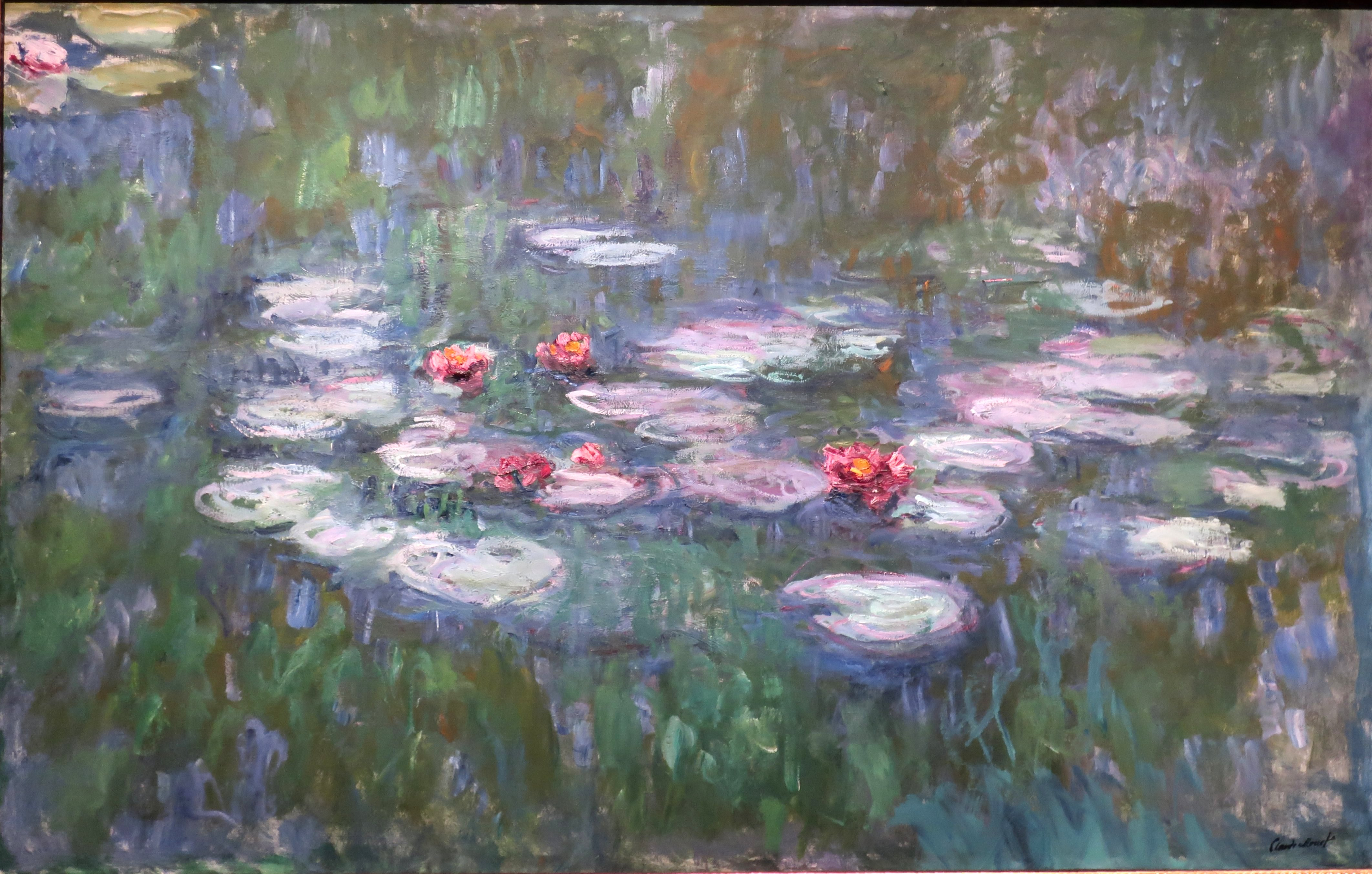
Os nenúfares (1904)

Em 1878, Monet mudou-se para Paris com a família devido à crise financeira. No mesmo ano, nasceria seu segundo filho, Michel. Em férias com o casal Hoschédé, Monet acabou apaixonando-se pela mulher do Sr. Hoschédé, Alice. Um ano depois, Camille Doncieux morreu de cancro aos trinta e dois anos de idade.
Em 1883, Monet mudou-se para Giverny, na Normandia. Monet trocava correspondência com Alice até a morte de seu marido em 1891. No ano seguinte ele e Alice Hoschédé casaram-se.
Na década após o seu casamento, Monet pintou uma série da Catedral de Ruão em vários horários e pontos de vista diferentes. Vinte pinturas da catedral foram exibidas na galeria Durand-Ruel em 1895. Ele também fez uma série de pinturas de pilhas de feno.
Em 1899, Monet pintou em Giverny a famosa série de quadros chamadas "Nenúfares". Em sua propriedade em Giverny, Monet tinha um lago e uma pequena ponte japonesa que inspirou a série de nenúfares. Estas obras quando foram expostas fizeram grande sucesso. Era o reconhecimento tardio de um gênio da pintura.
Monet ao pintar Nenúfares se baseou no lago e a ponte japonesa de sua própria casa, no outono, porque era nessa época do ano em que as flores caiam sobre o lago criando uma linda visão na qual Monet resolveu pintar. A técnica de Monet para pintar quadros era bastante peculiar para as pessoas e outros artistas que o viam pintando, mas a técnica de Monet desenvolvida na época foi considerada mais tarde como umas das mais belas do mundo, que é o impressionismo, que aparenta ser de perto apenas borrões mas ao distanciar a visão, o quadro se forma nitidamente.

## Últimos anos

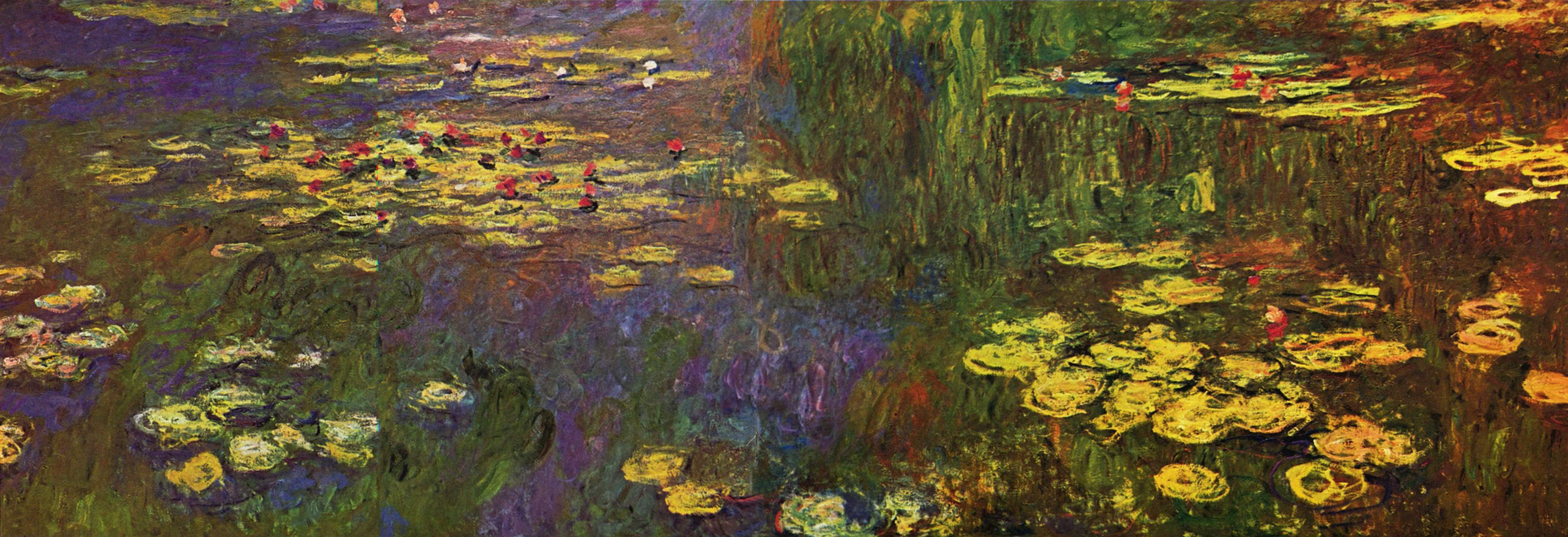
Nenúfares

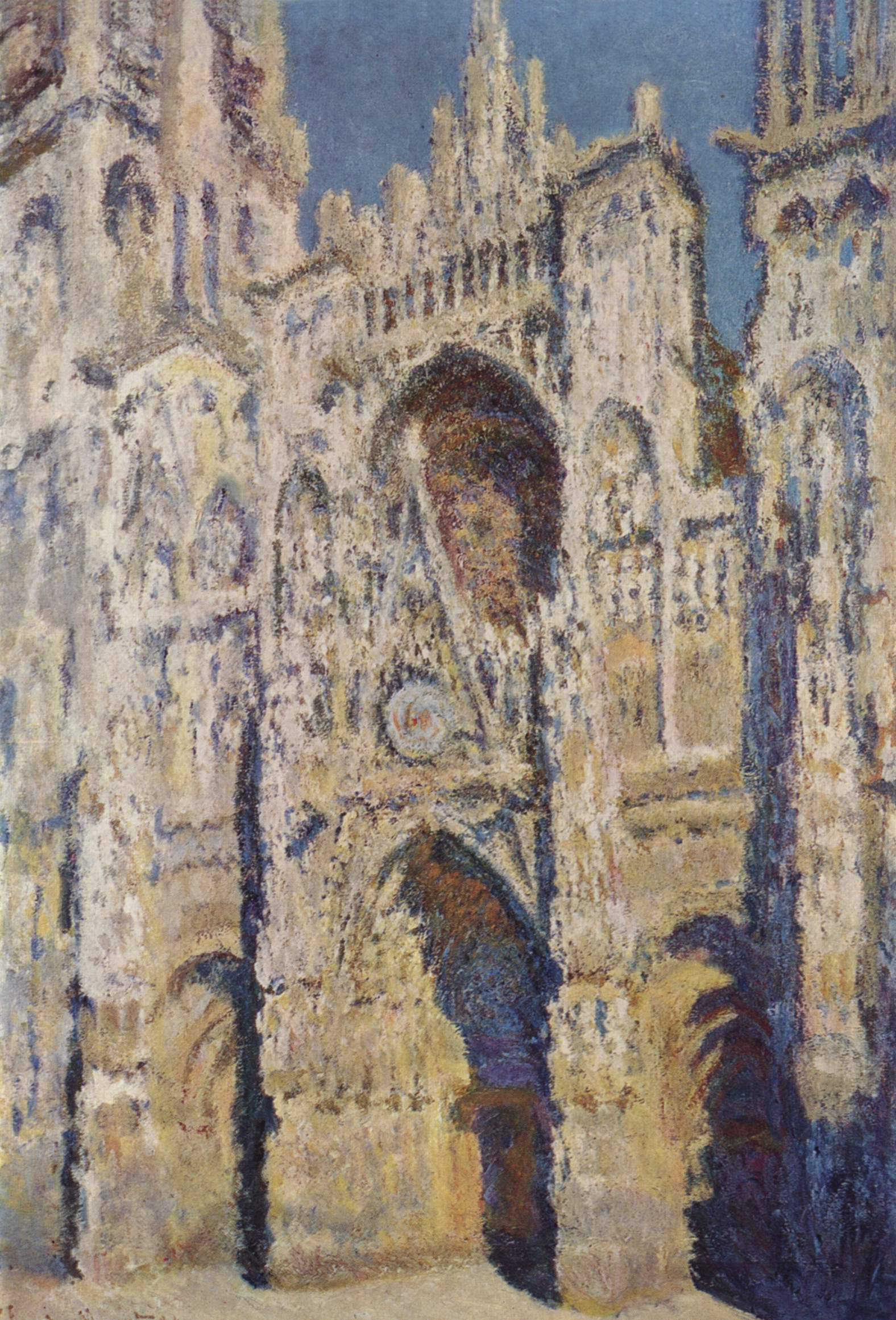
Catedral em Ruão

Monet teve uma catarata no fim da sua vida (1907). A doença o atacou por causa das muitas horas com seus olhos expostos ao sol, pois gostava de pintar ao ar livre em diferentes horários do dia e em várias épocas do ano, o que foi outra característica do Impressionismo. Durante sua doença Monet não parou de pintar, - usou nessa época de sua vida cores mais fortes como o vermelho-carne e vermelho goiaba, cor tijolo, entre outros.
Em 1923, o pintor estava quase totalmente cego. Depois de uma operação de catarata, teve uma melhora.
Monet morreu a 1926, aos 86 anos, sem nunca ter parado de pintar, em consequência de um câncer de pulmão e está enterrado no cemitério da igreja de Giverny, departamento de Eure, na Alta Normandia, norte da França.

## Obras de Oscar-Claude Monet
Entre as muitas obras de Monet, podem destacar-se:
- Eglise de Vétheuil
- Banhistas na Grenouillière
- Coin d' atelier
- Femme assise sur un banc
- Femme en blanc au jardin
- Femmes au jardin
- Impression, soleil levant
- La Pont Neuf
- La Seine à Asnières San Giorgio Maggiore em Dusk (1908), Associação Nacional de Museus do País de Gales
- Les bateaux rouges
- Madame Monet en costume japonais

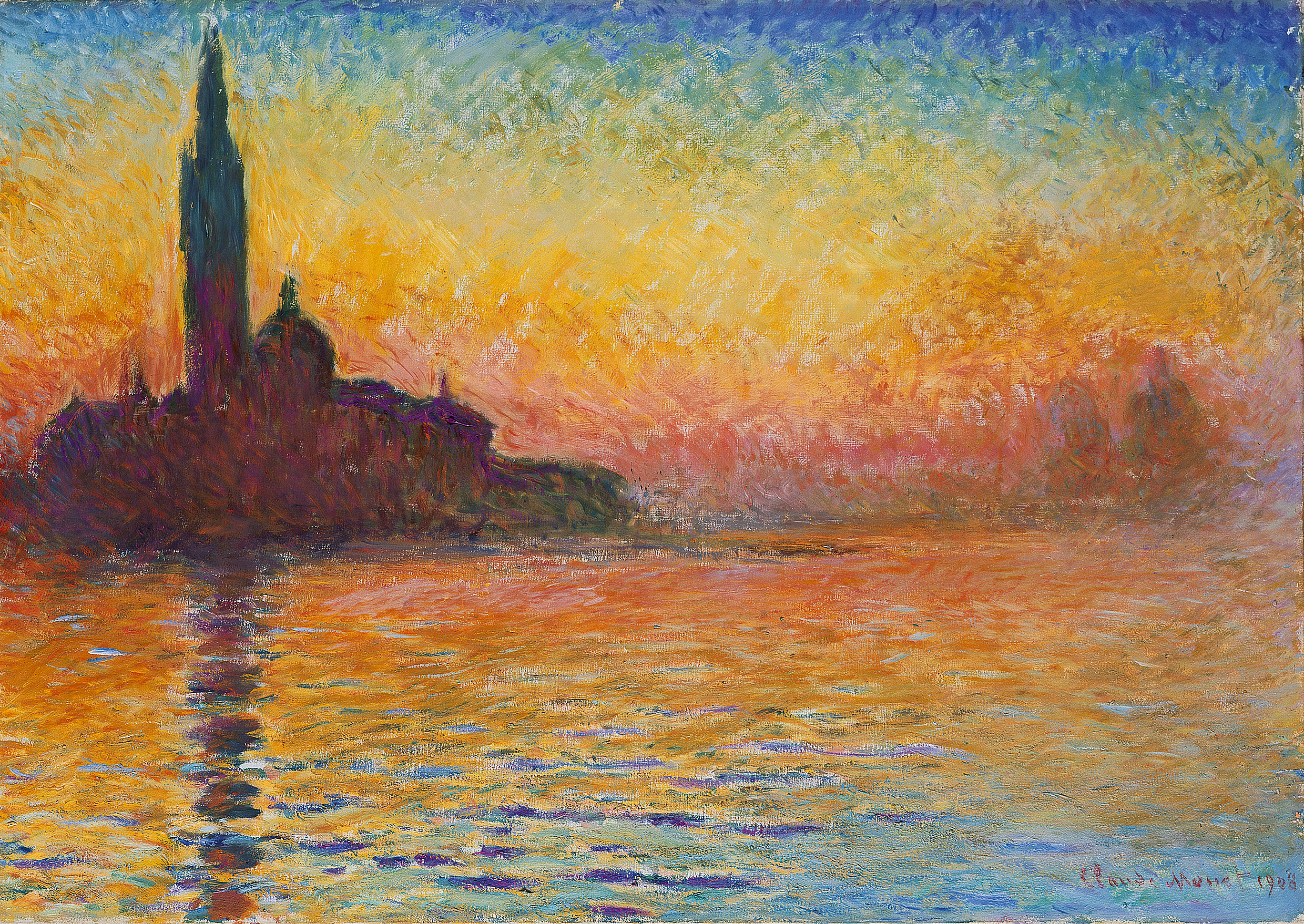
San Giorgio Maggiore em Dusk (1908), Associação Nacional de Museus do País de Gales

- Nenúfares (1904) (Nenúfares - série)
- Nature morte avec melon
- Le Bassin aux Nymphéas
- Regata em Argenteuil
- Dans La Prairie

### Leilões

#### Charing Cross Bridge
Em 13 de novembro de 2019 a Sotheby's vendeu a pintura de Claude Monet, "Charing Cross Bridge", por 27,6 milhões de dólares (25 milhões de euros), em Nova Iorque num leilão de arte impressionista e moderna.
O trabalho de Monet reflete a ponte ferroviária de Charing Cross, imersa no nevoeiro e na luz brilhante que emerge numa composição luminosa de Londres.

## Galeria

Pinturas 1858–1872
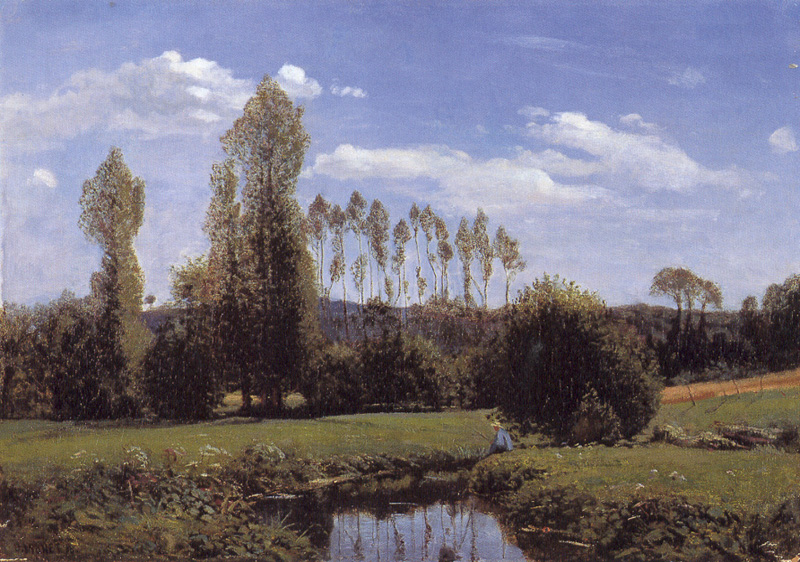
Vista em Rouelles, Le Havre 1858, coleção particular; um trabalho inicial mostrando a influência de Corotà Sainte-Adress e Courbet
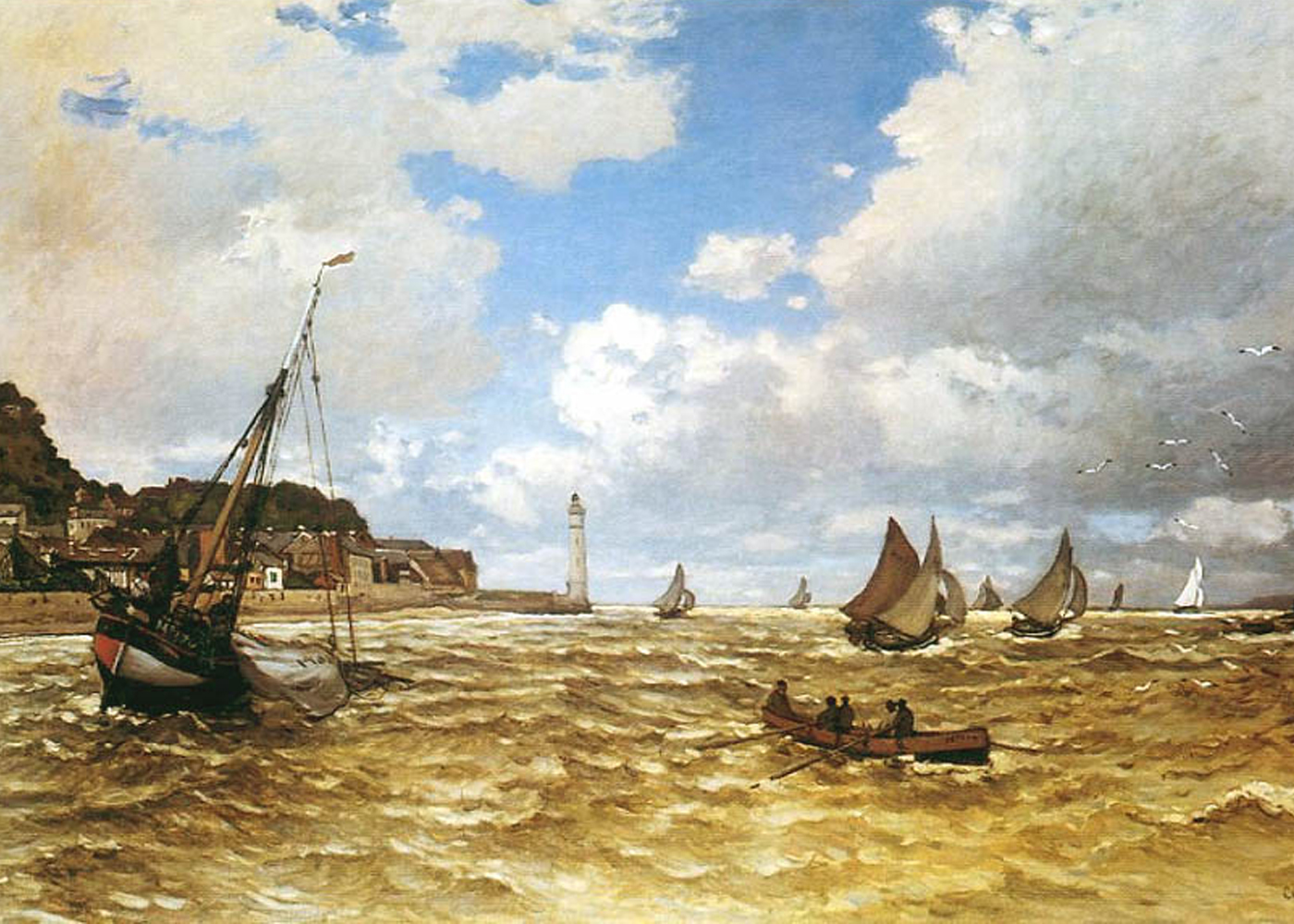
Foz do Sena em Honfleur, 1865, Norton Simon Foundation, Pasadena, Califórnia; indica a influência da pintura marítima holandesa.
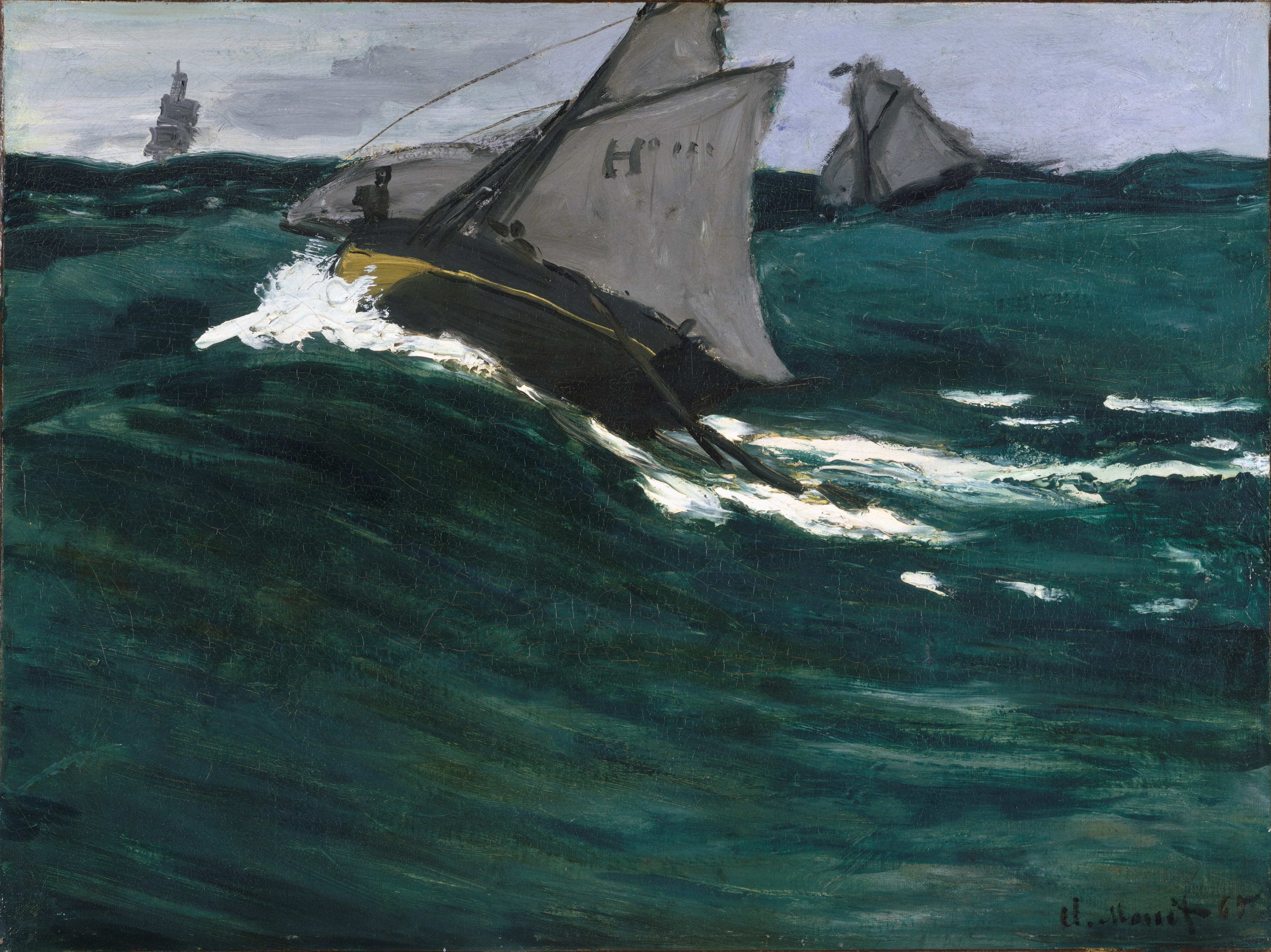
A Onda Verde, 1866, Metropolitan Museum of Art
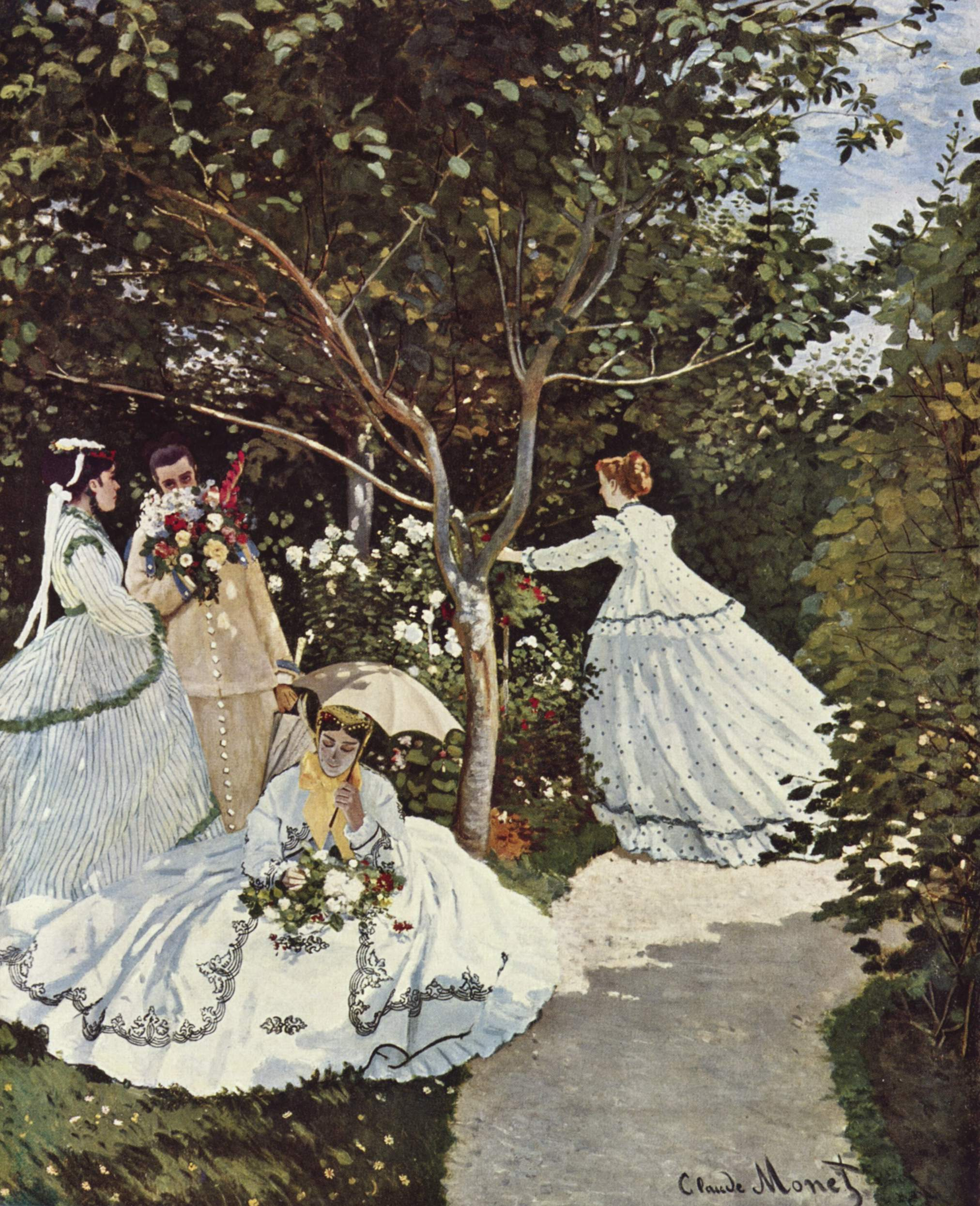
Mulheres no Jardim, 1866–1867, Musée d'Orsay, Paris
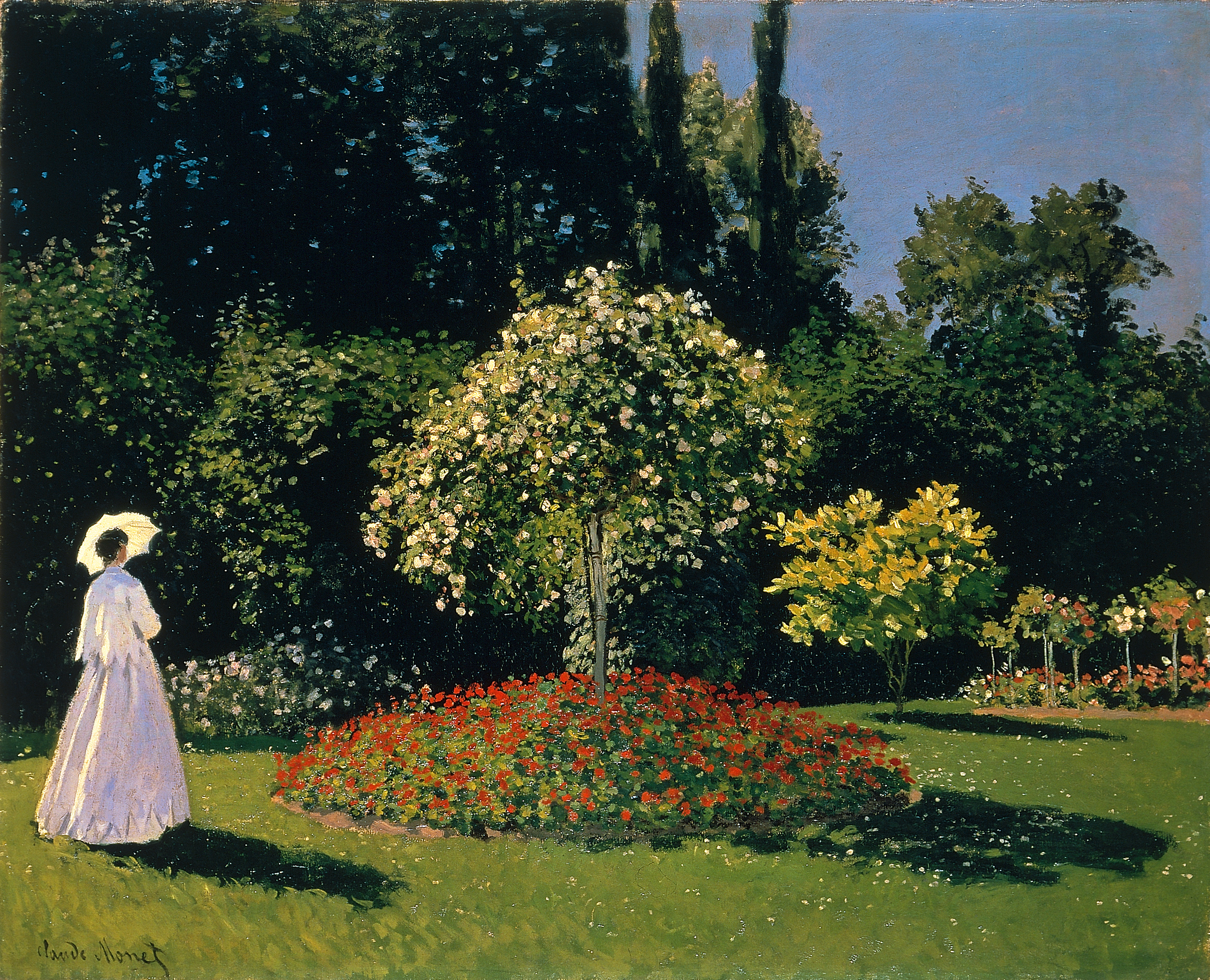
Mulher no Jardim, 1867, Hermitage, São Petersburgo; um estudo do efeito da luz solar e da sombra na cor.
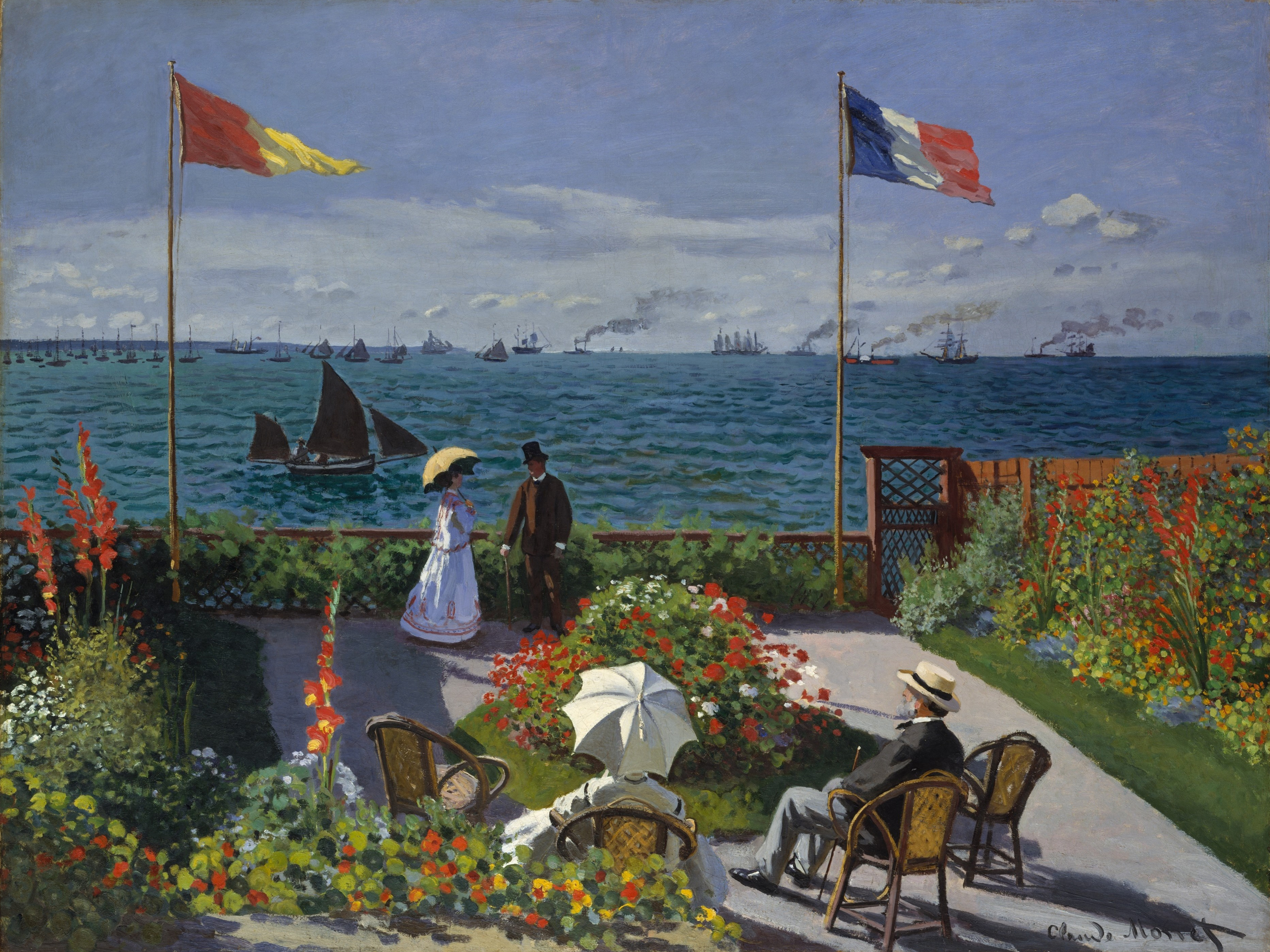
Jardim em Sainte-Adresse ("Jardin à Sainte-Adresse"), 1867, Metropolitan Museum of Art, Nova York
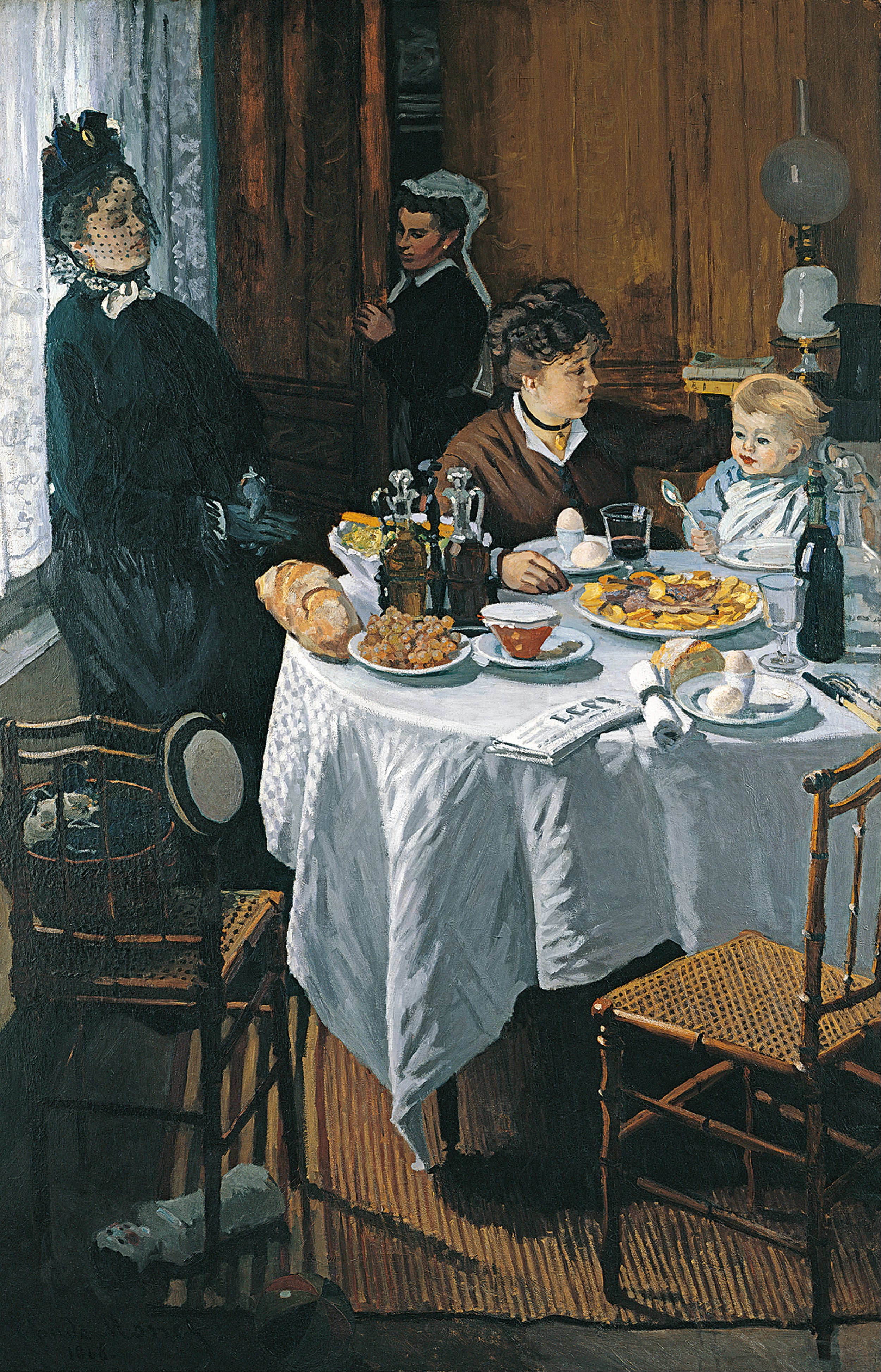
The Luncheon, 1868, Städel, que apresenta Camille Doncieux e Jean Monet, foi rejeitado pelo Salão de Paris de 1870, mas incluído na primeira exposição dos impressionistas em 1874
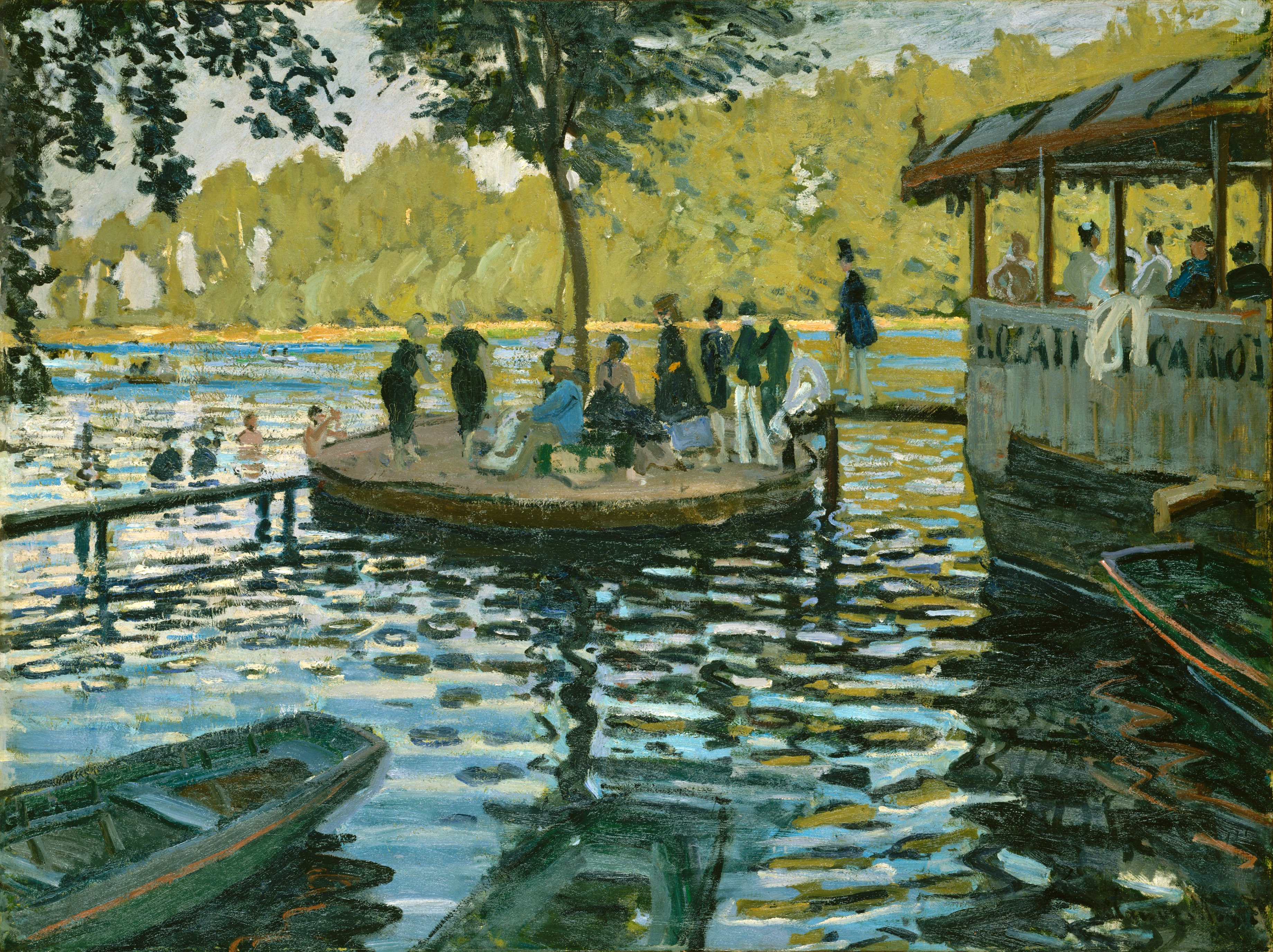
La Grenouillére 1869, Metropolitan Museum of Art, Nova York; uma pequena pintura ao ar livre criada com pinceladas largas de cores intensas
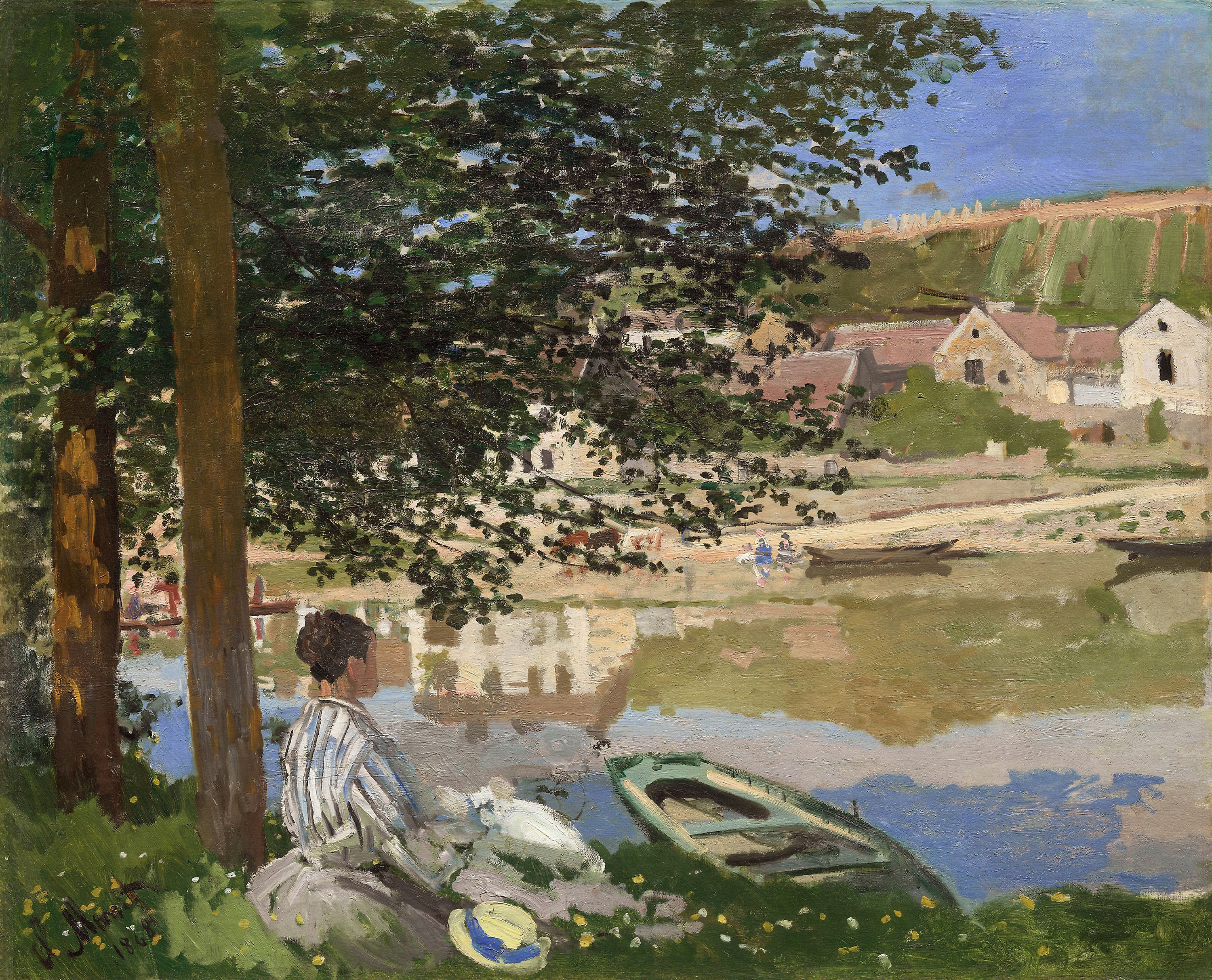
Na margem do Sena, 1868, Art Institute of Chicago
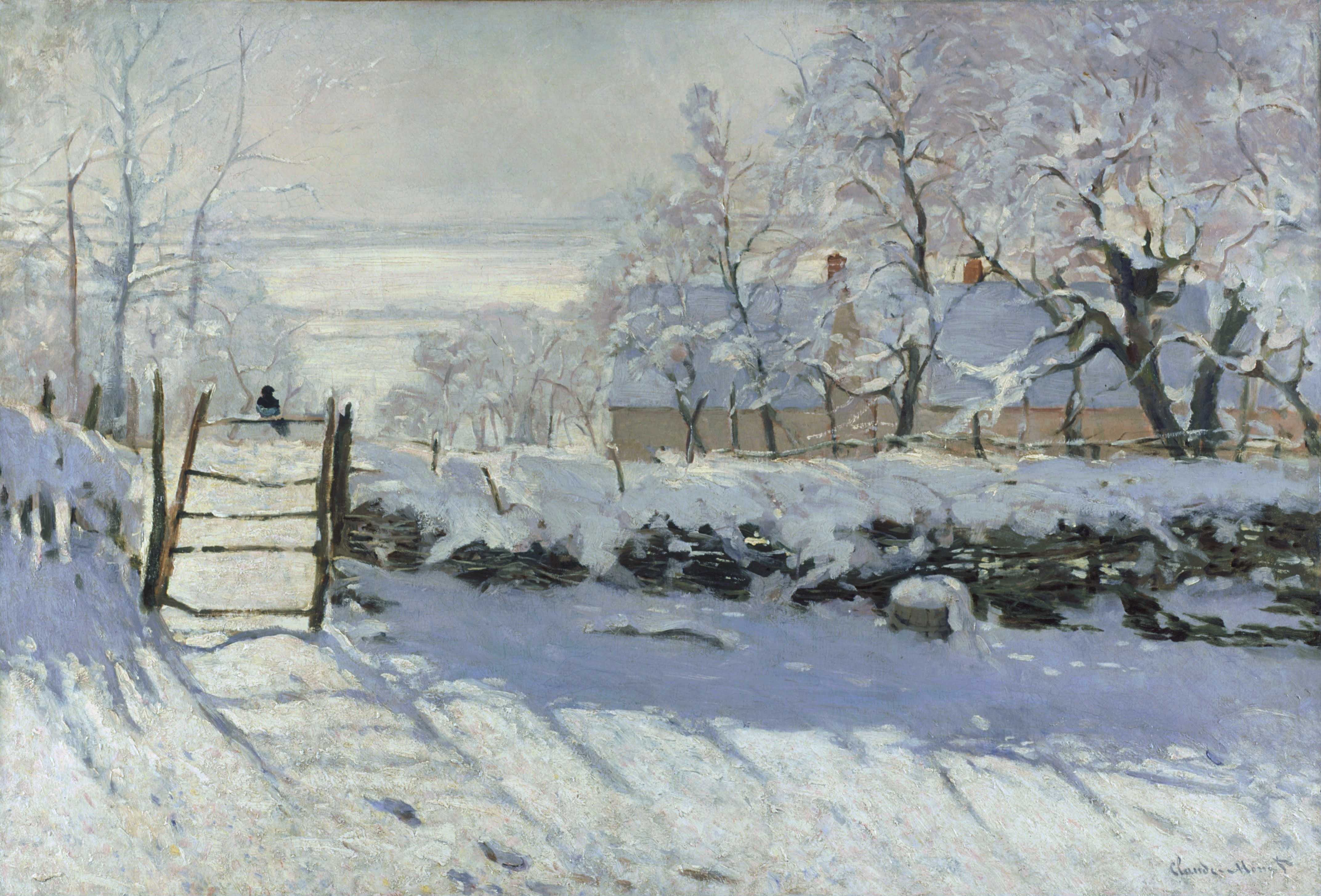
A pega, 1868–1869. Museu d'Orsay, Paris; uma das primeiras tentativas de Monet em capturar o efeito da neve na paisagem. Veja também Neve em Argenteuil
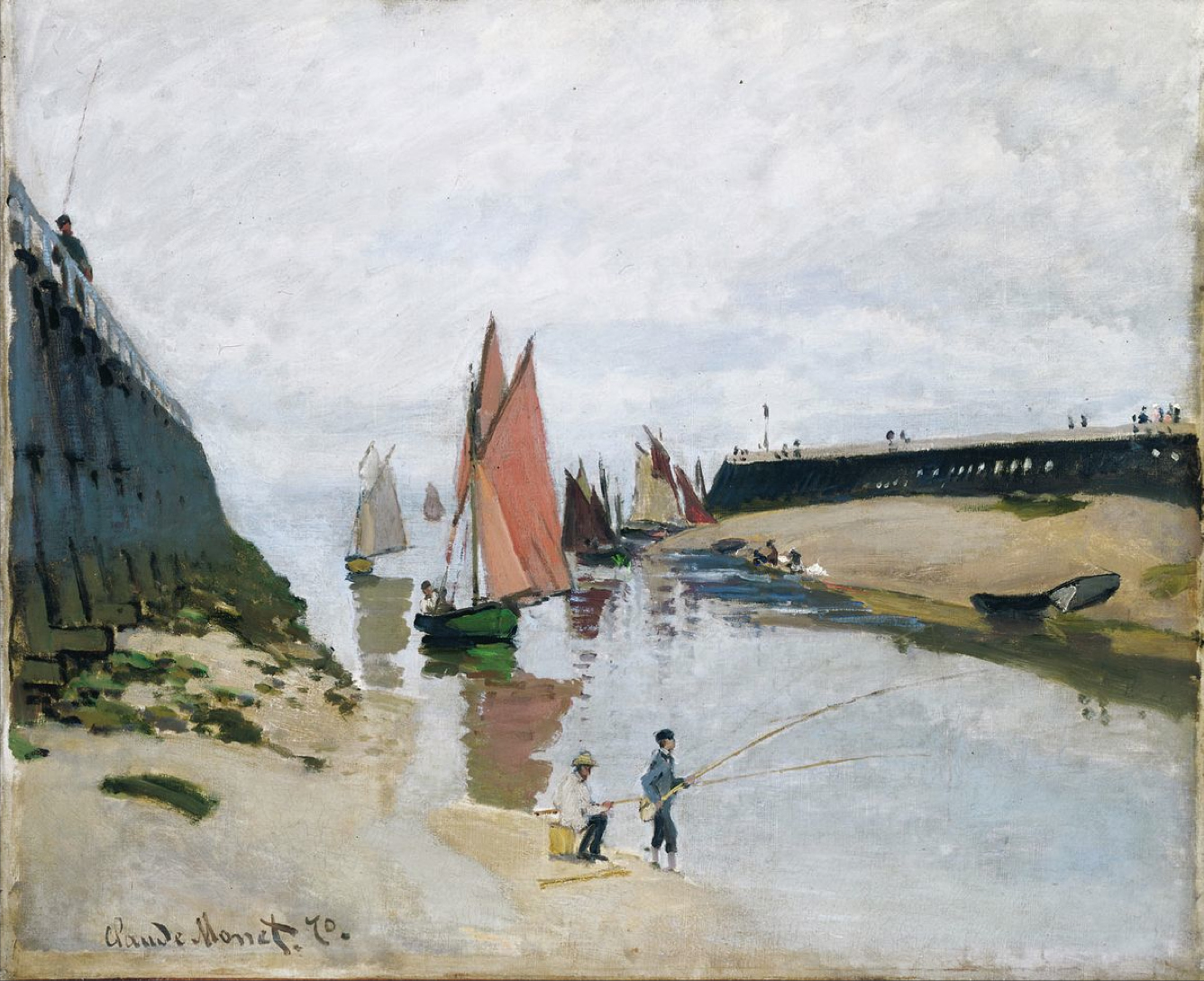
Le port de Trouville (quebra-mar em Trouville, maré baixa), 1870, Museu de Belas Artes, Budapeste
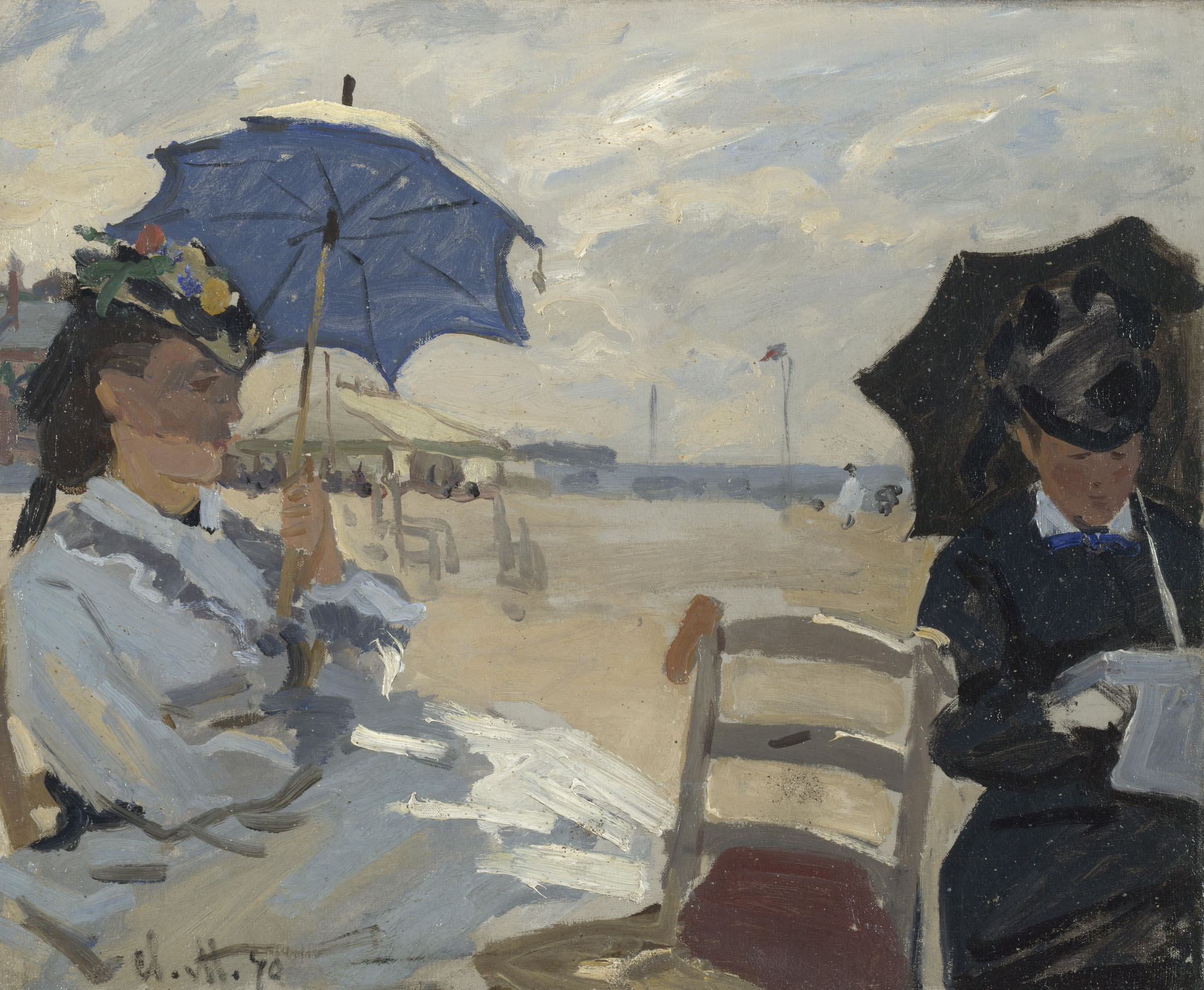
La plage de Trouville , 1870, National Gallery, Londres. A figura da esquerda pode ser Camille, à direita possivelmente a esposa de Eugène Boudin, cujas cenas de praia influenciaram Monet
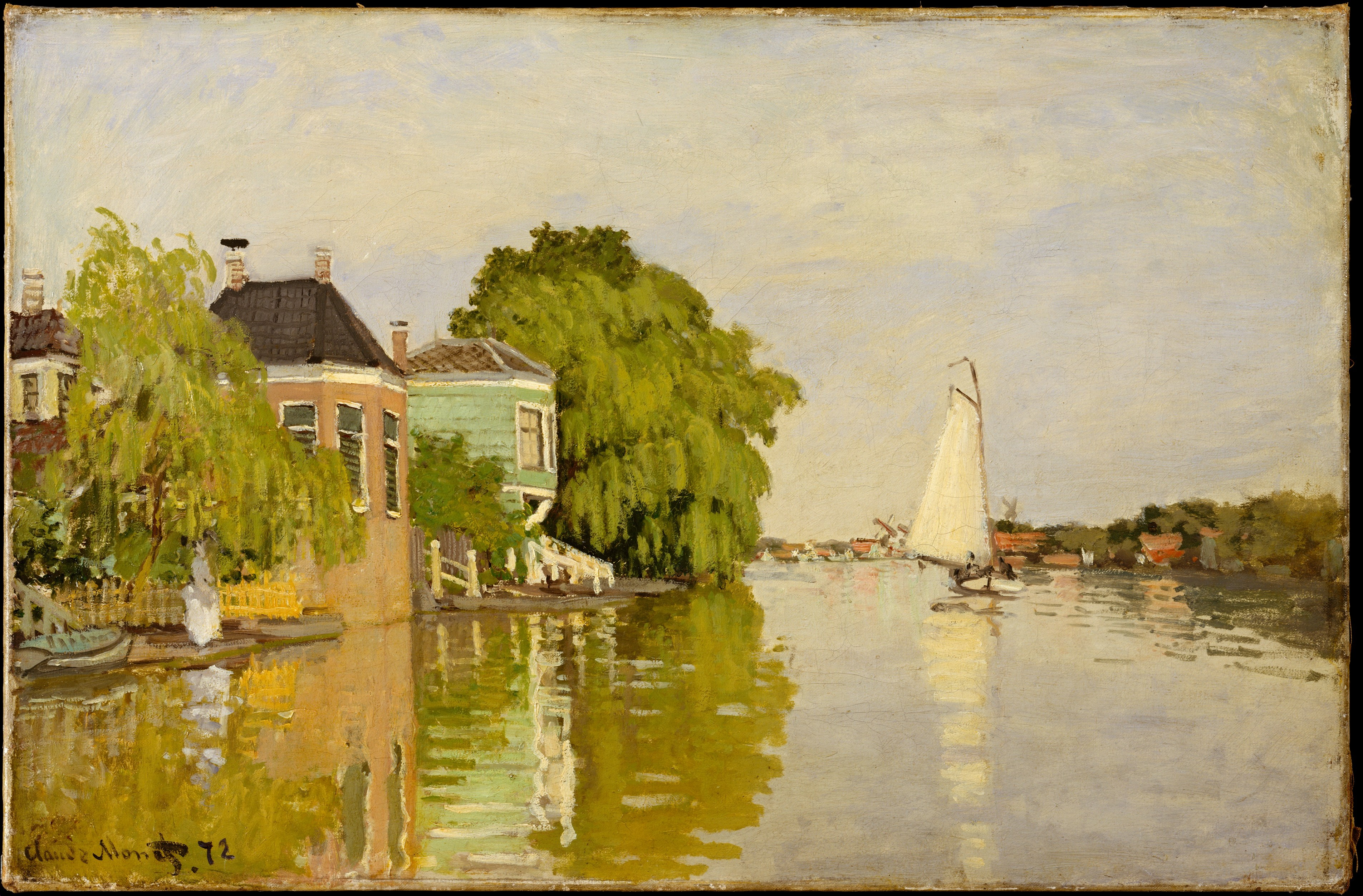
Casas no Achterzaan, 1871, Metropolitan Museum of Art, Nova York
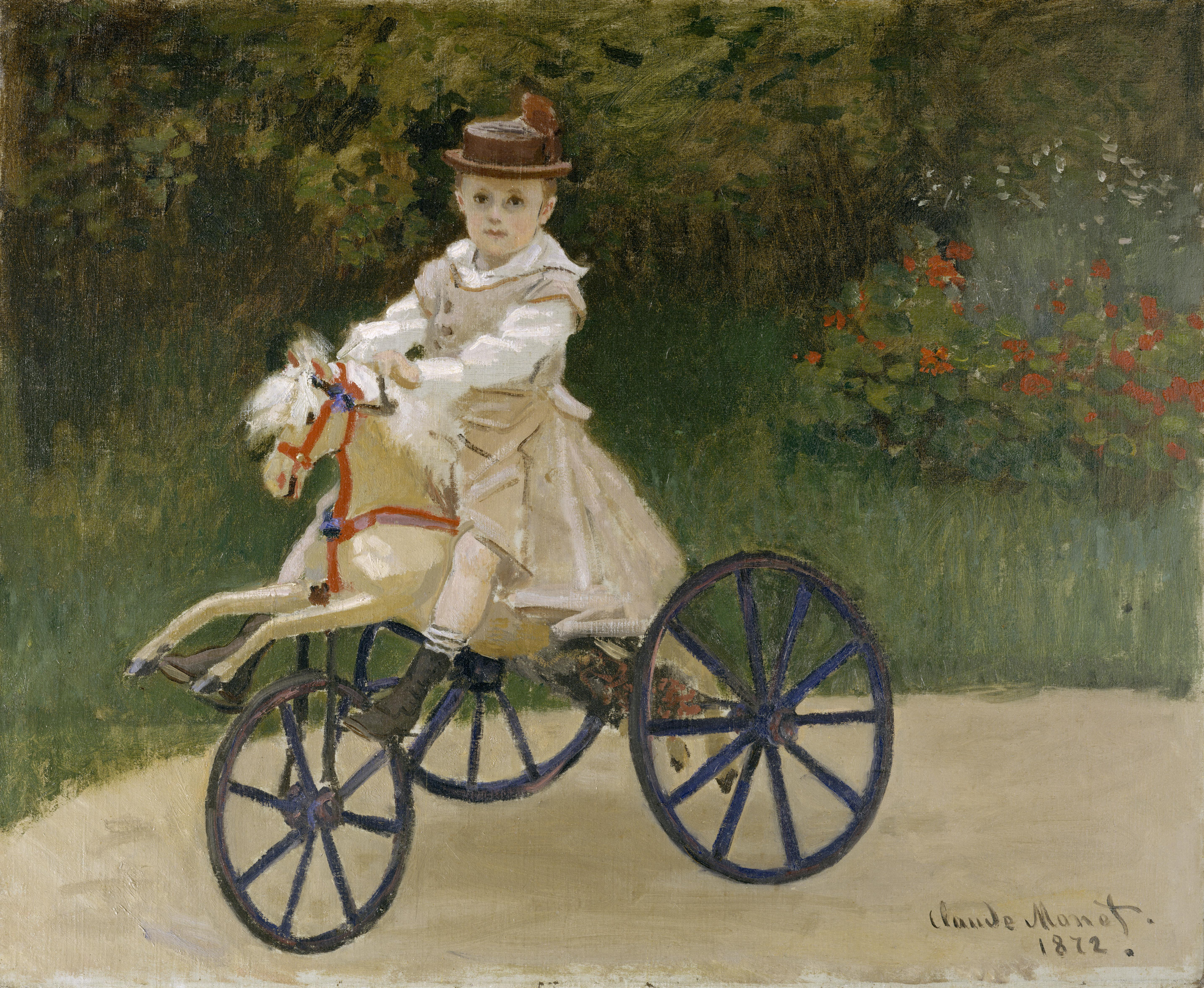
Jean Monet em seu cavalo Hobby, 1872. Metropolitan Museum of Art, Nova York
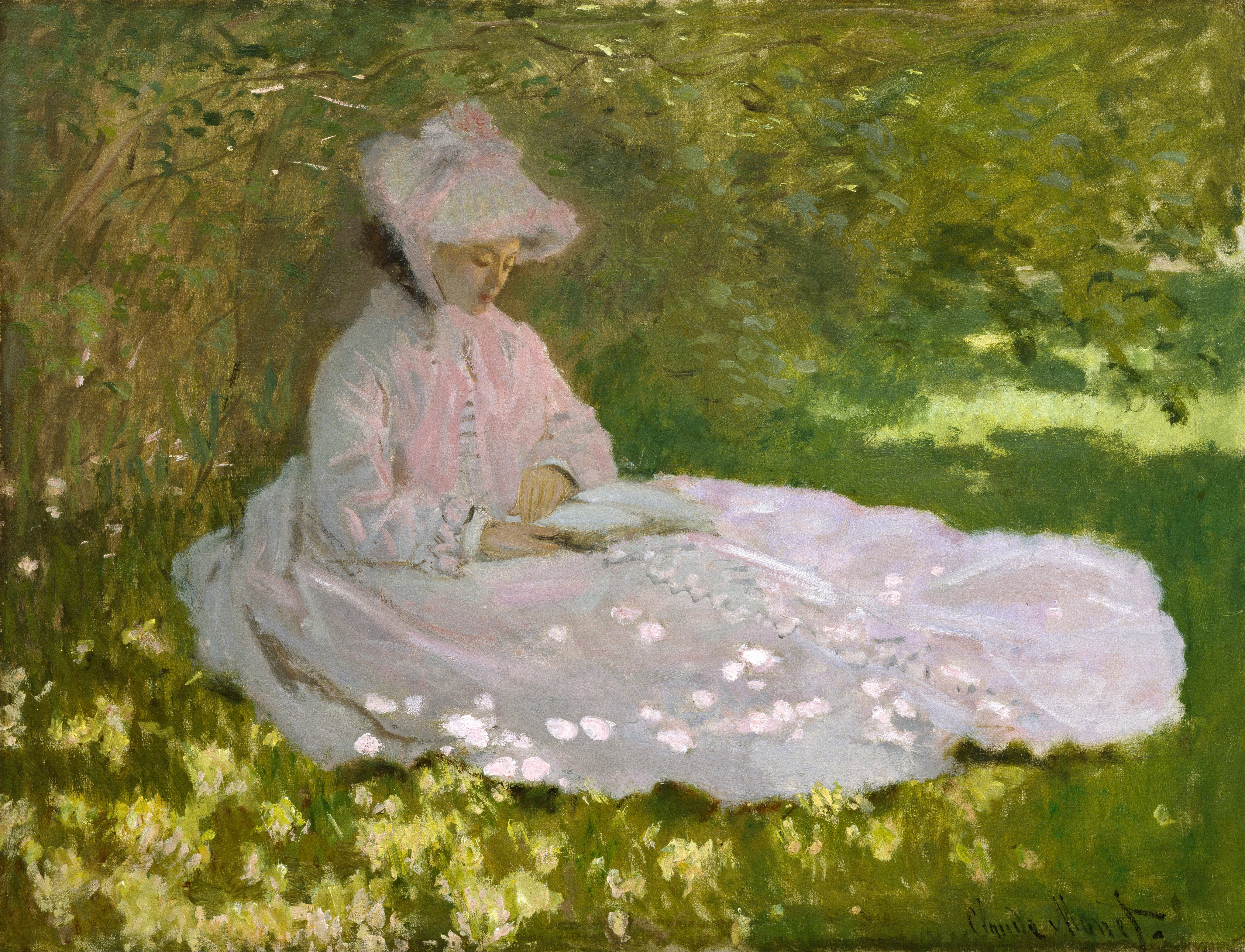
Primavera 1872, Walters Art Museum
Navios navegando no Sena em Rouen, 1872, National Gallery of Art, Washington D.C.

Pinturas 1873–1886
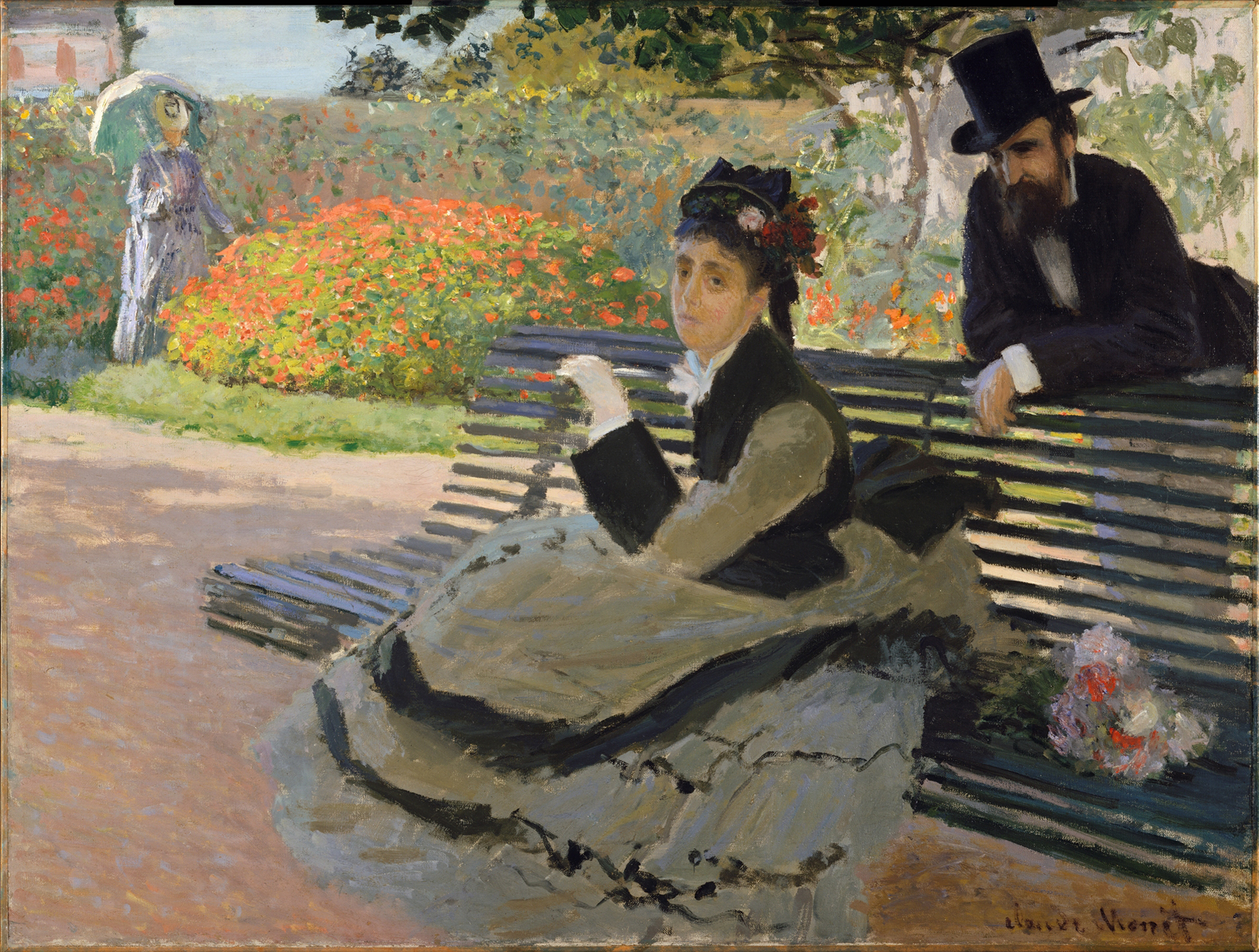
Camille Monet em um banco de jardim, 1873, Metropolitan Museum of Art, Nova York
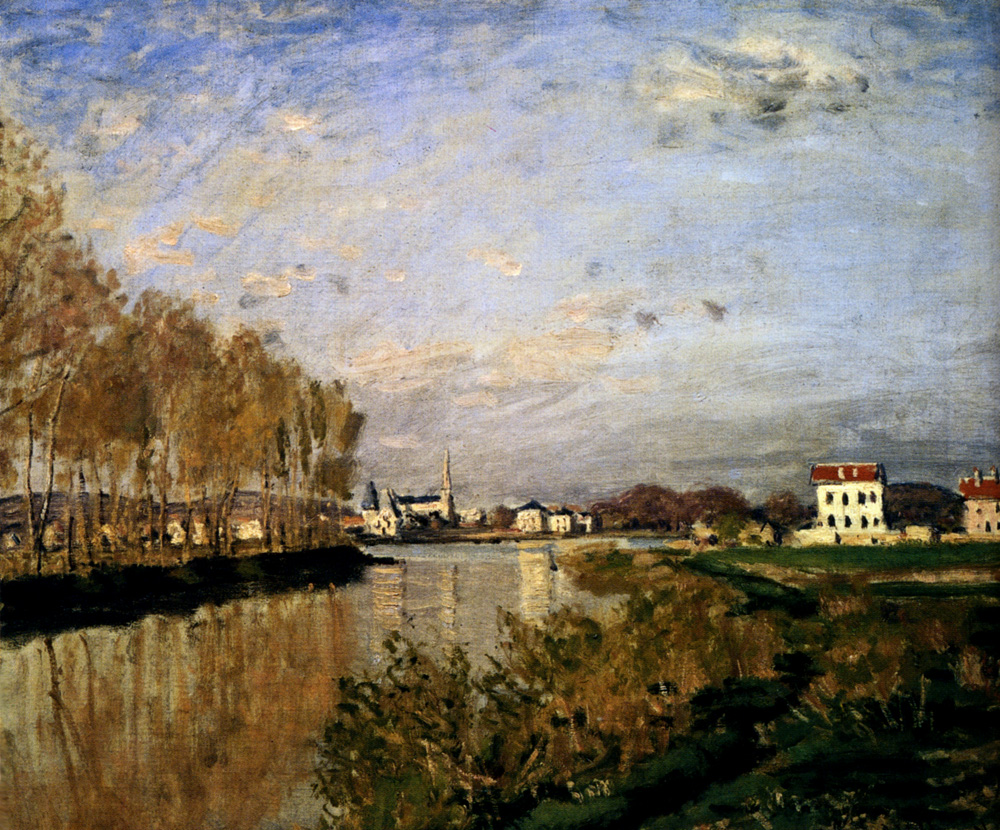
O Sena em Argenteuil, 1873
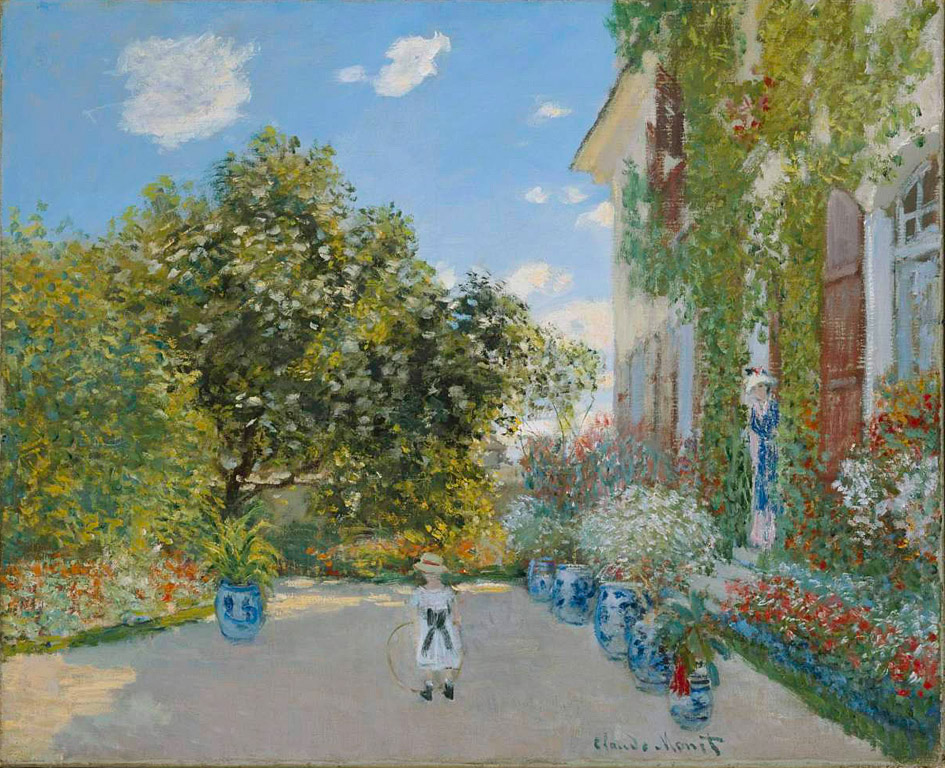
A Casa do Artista em Argenteuil, 1873, Art Institute of Chicago
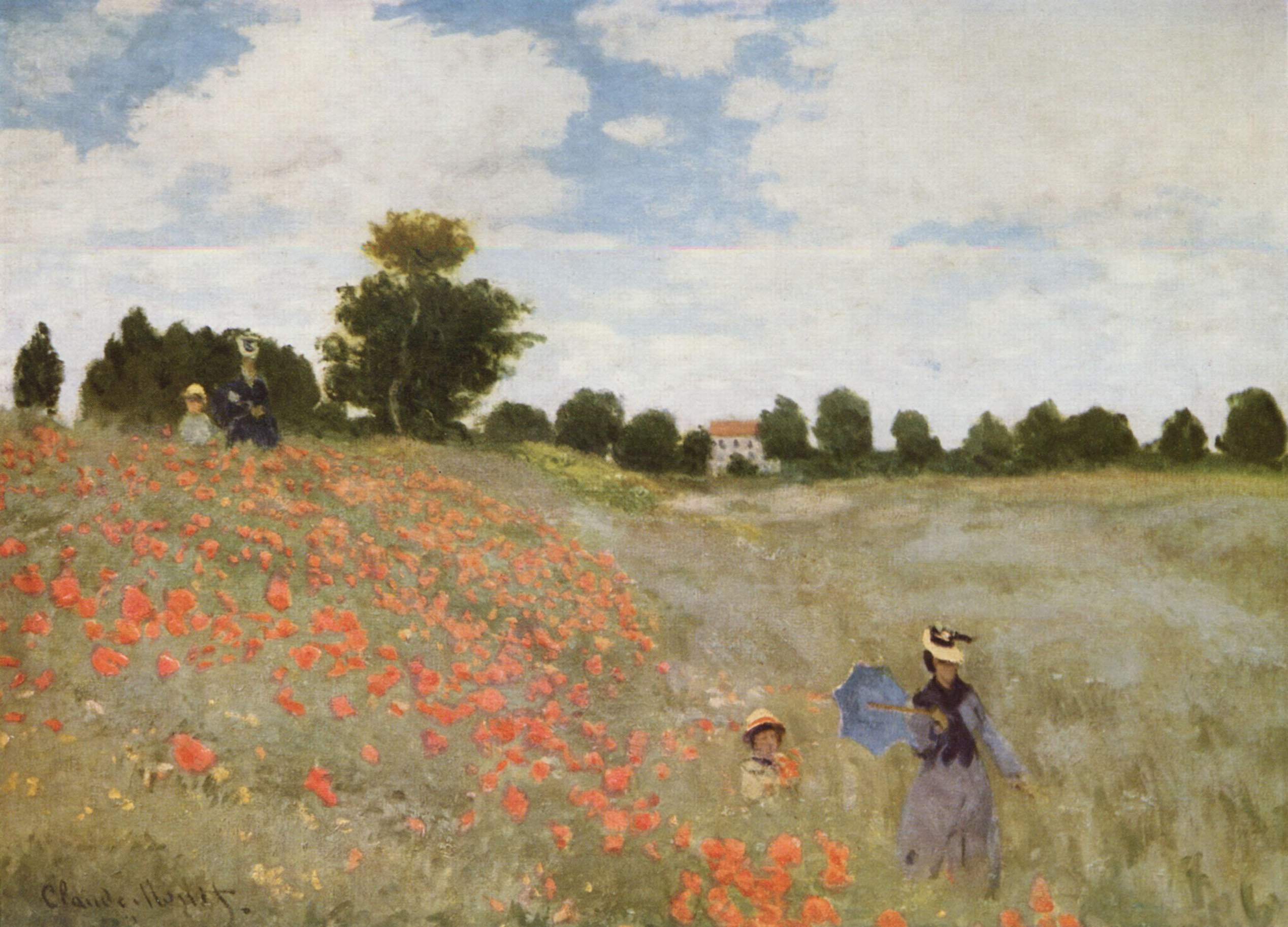
Coquelicots, La promenade (Poppies), 1873, Musée d'Orsay, Paris
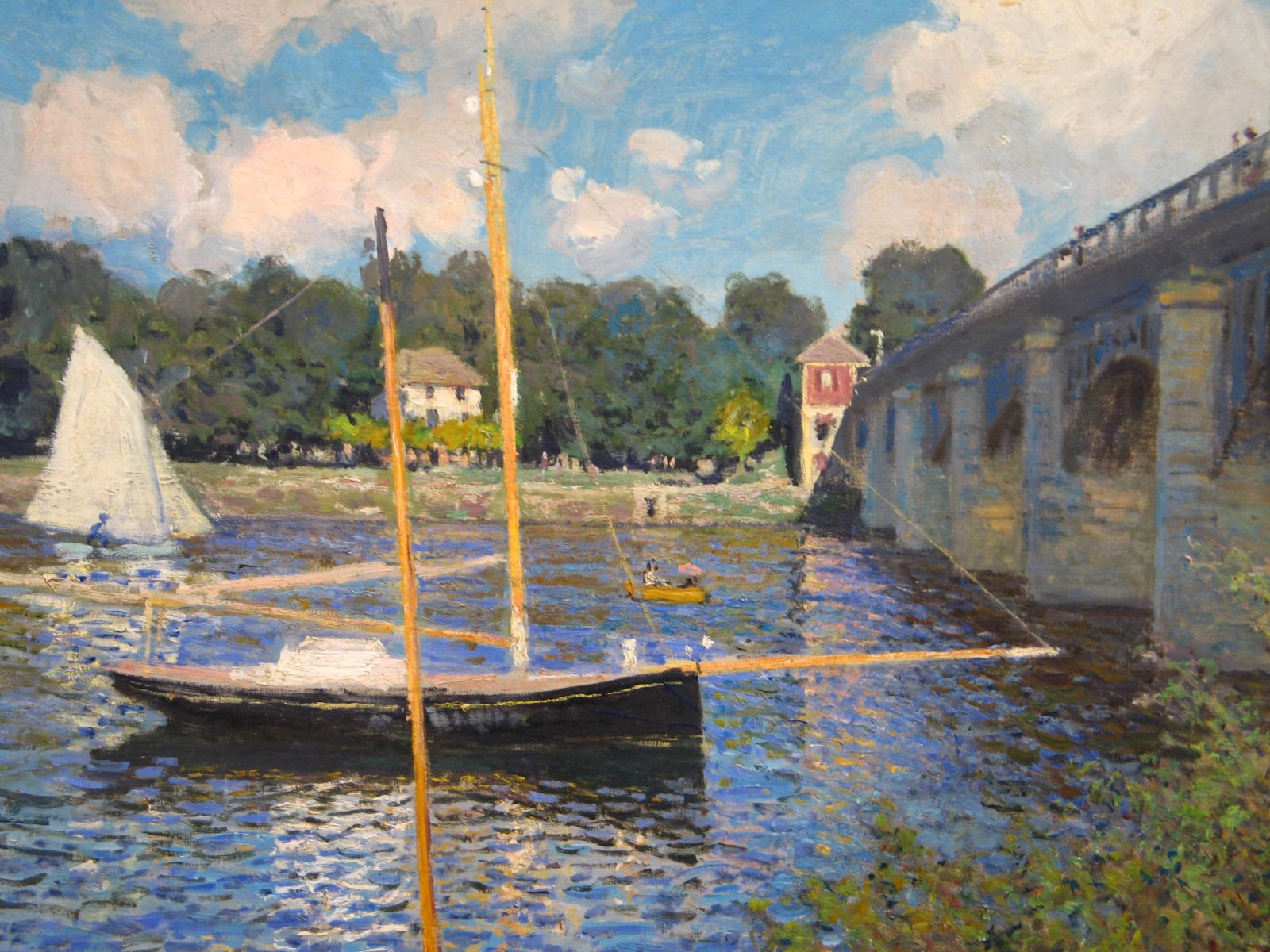
Argenteuil, 1874, National Gallery of Art, Washington D.C.
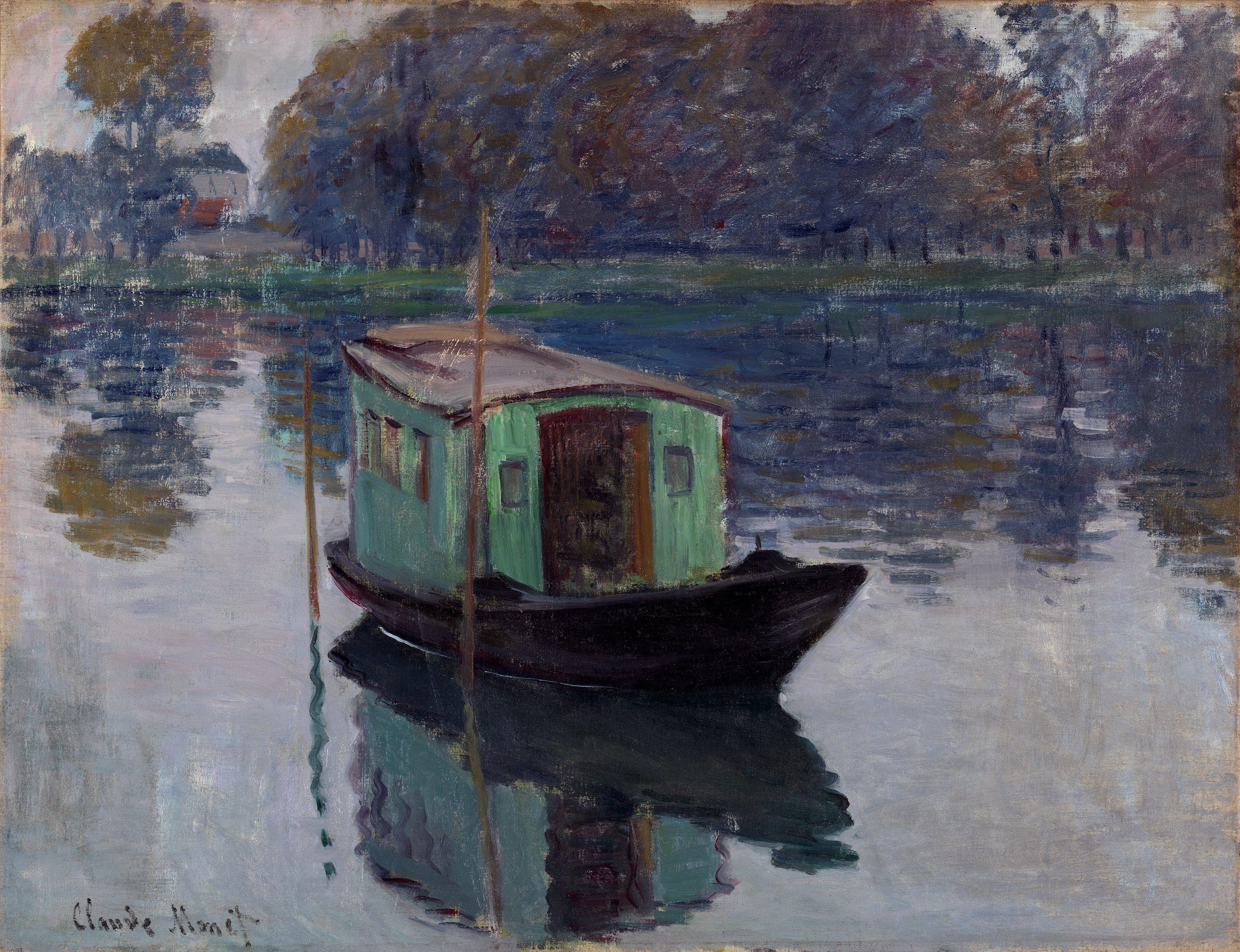
The Studio Boat, 1874, Kröller-Müller Museum, Otterlo, Holanda
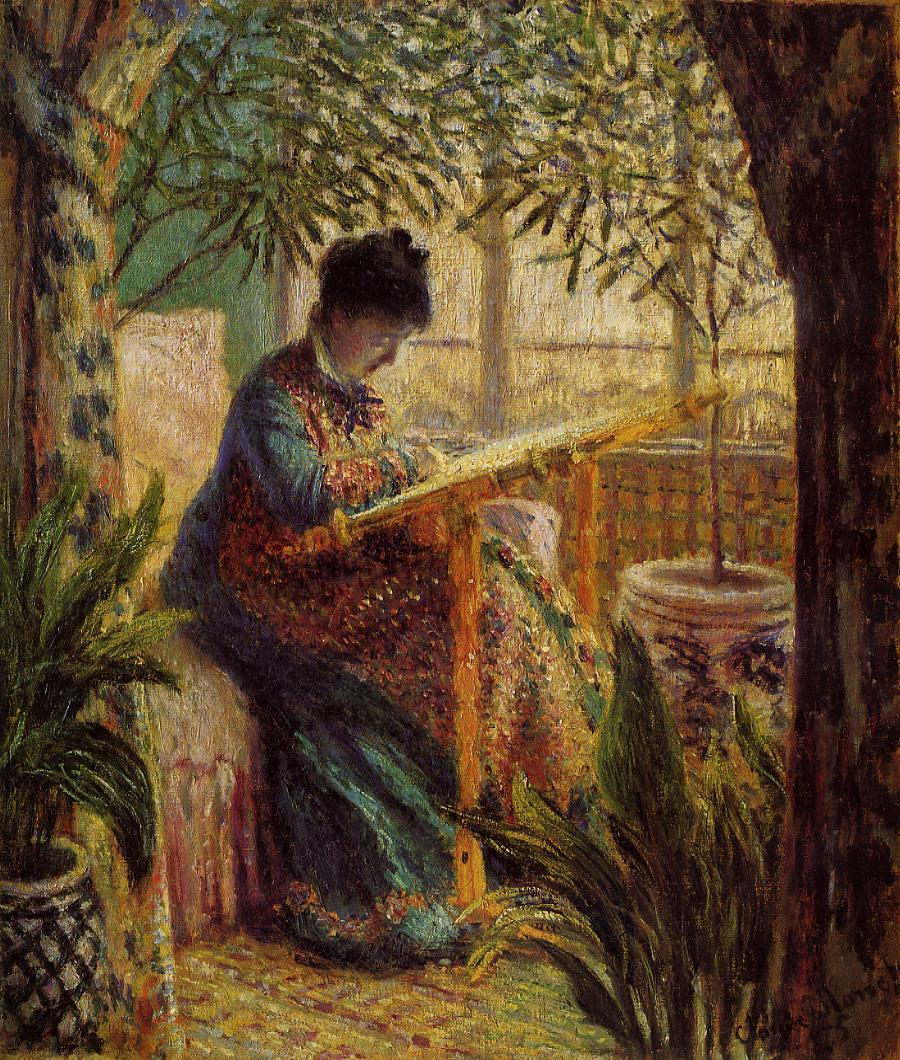
Camille au métier, 1875, Barnes collection
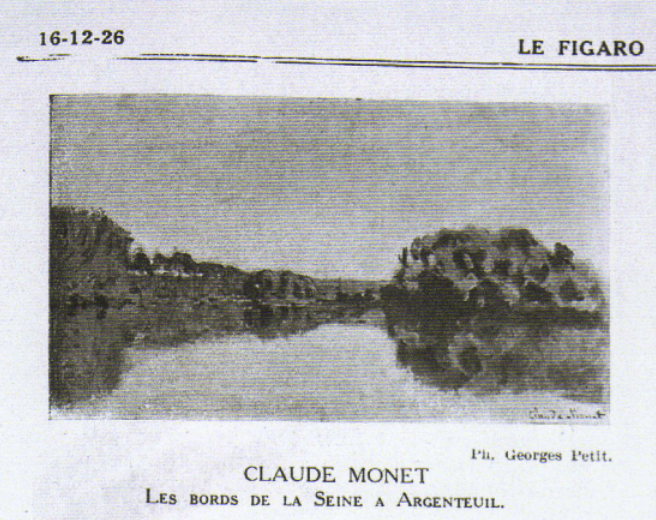
Uma imagem da pintura de 1875 Bords de la Seine à Argenteuil do obituário de Monet em Le Figaro (1926)
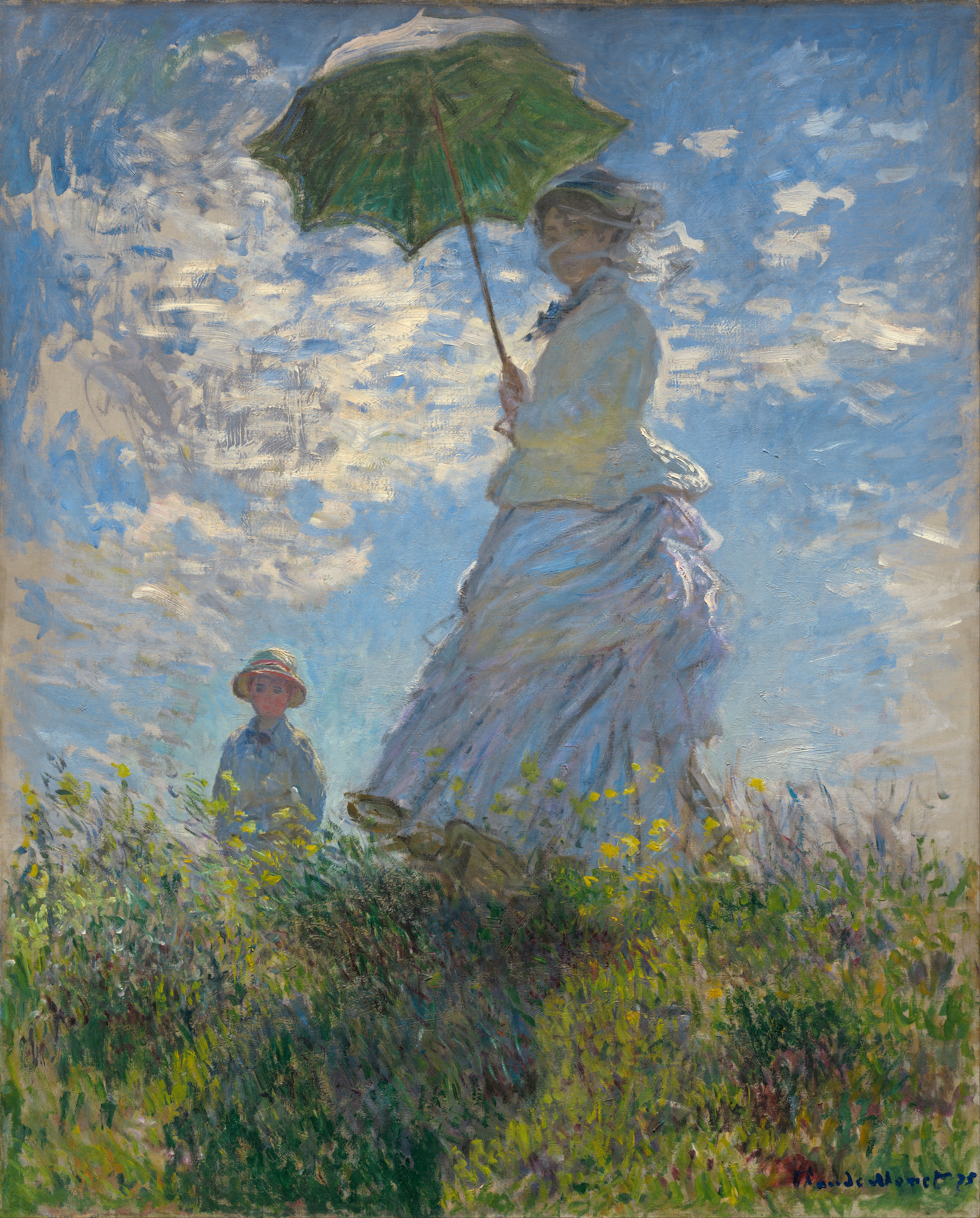
Mulher com uma sombrinha - Madame Monet e seu filho, 1875, National Gallery of Art, Washington D.C.
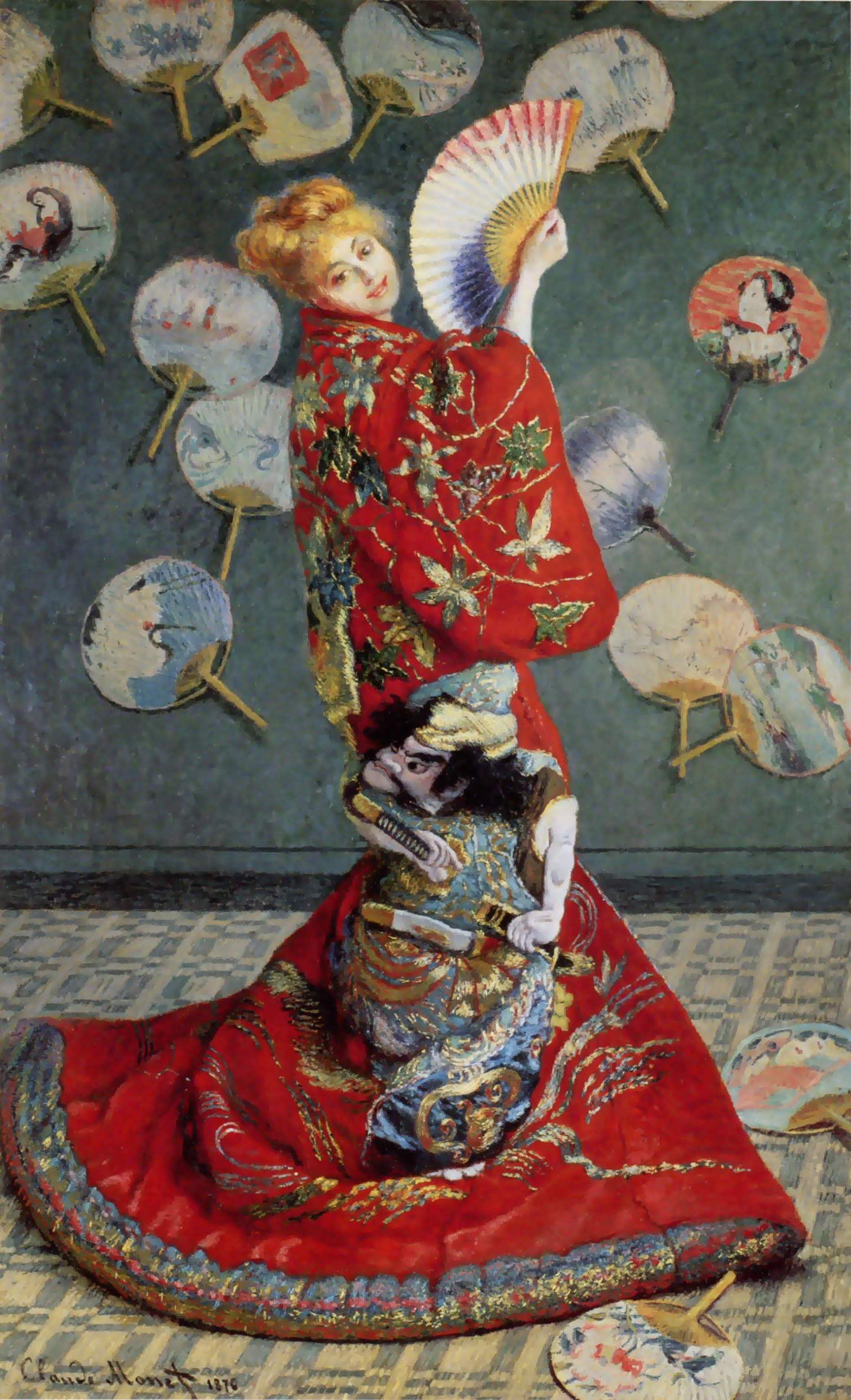
Madame Monet em um quimono japonês, 1876, Museum of Fine Arts, Boston
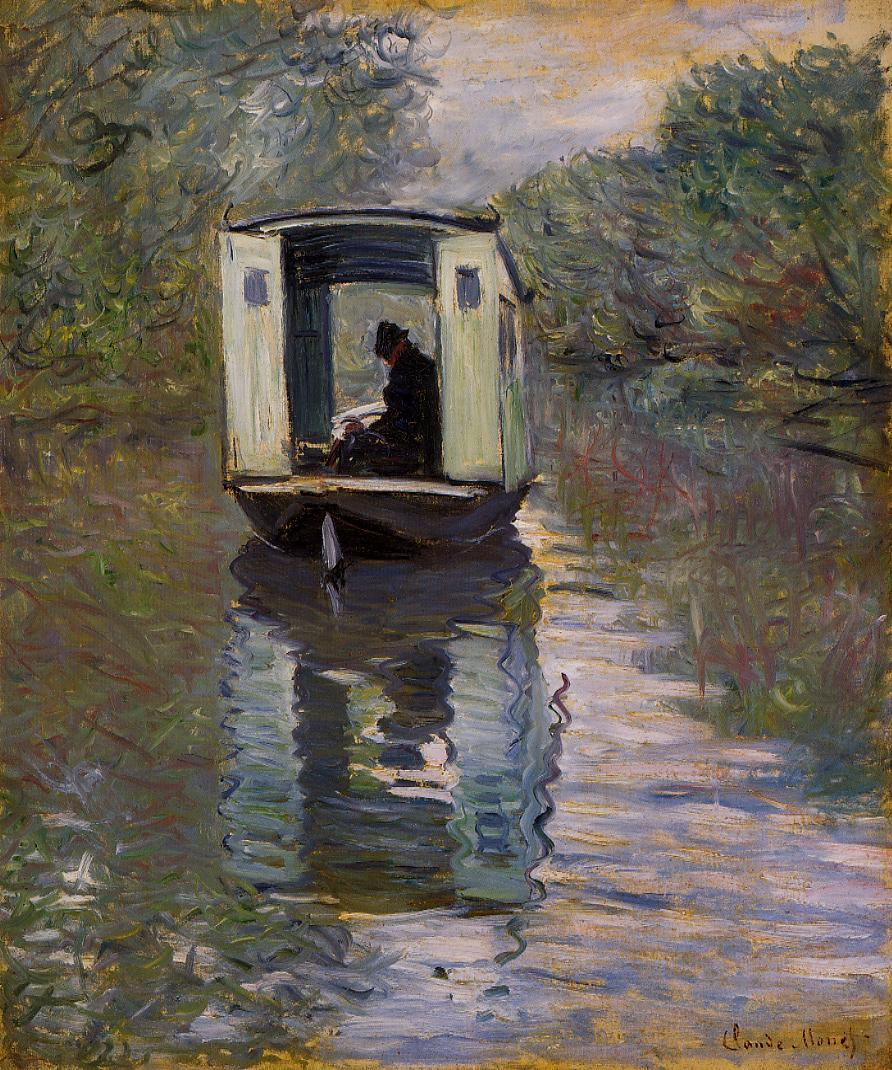
Le Bateau-atelier, 1876, coleção Barnes
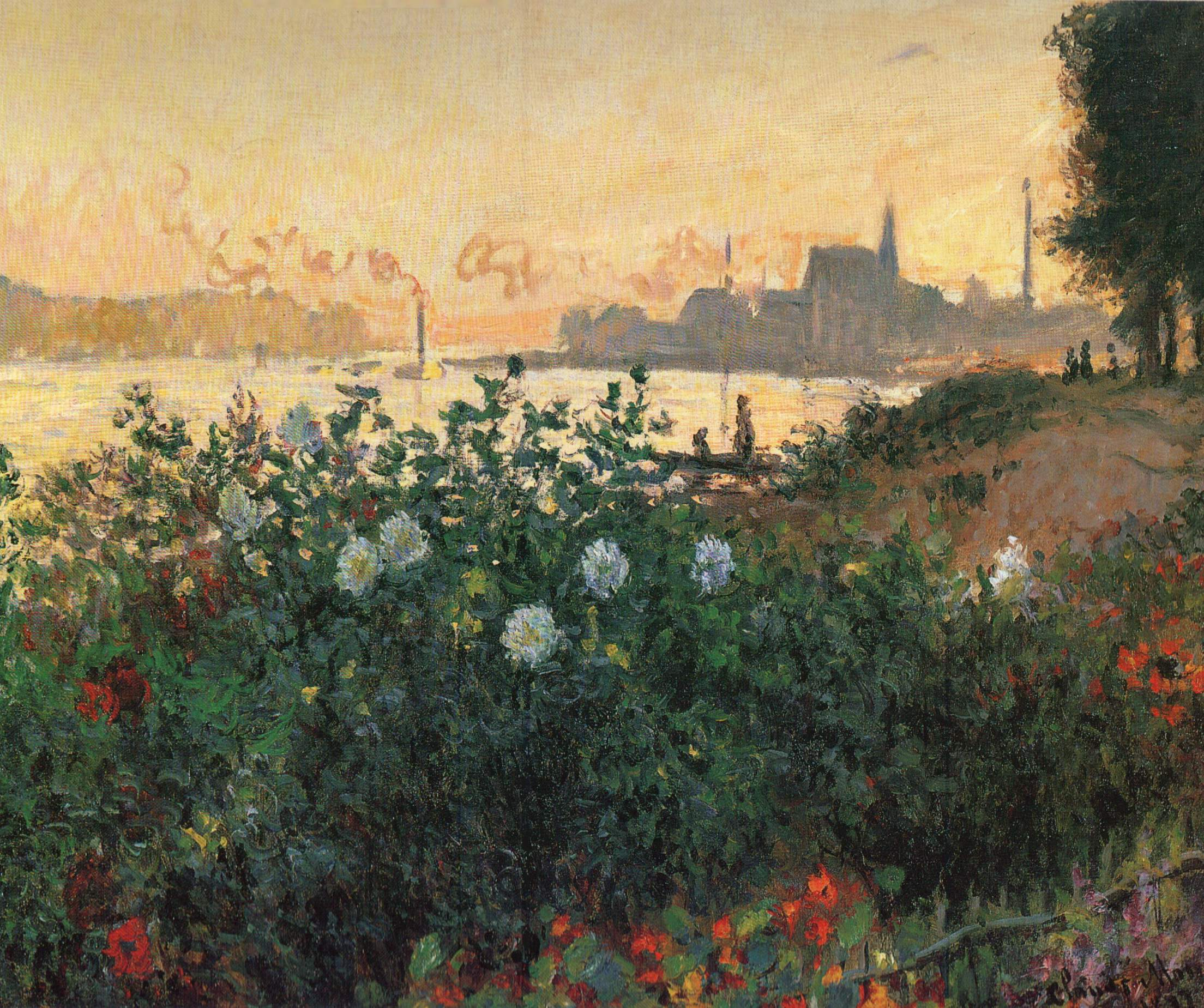
Flores na margem do rio em Argenteuil, 1877, Pola Museum of Art, Japão
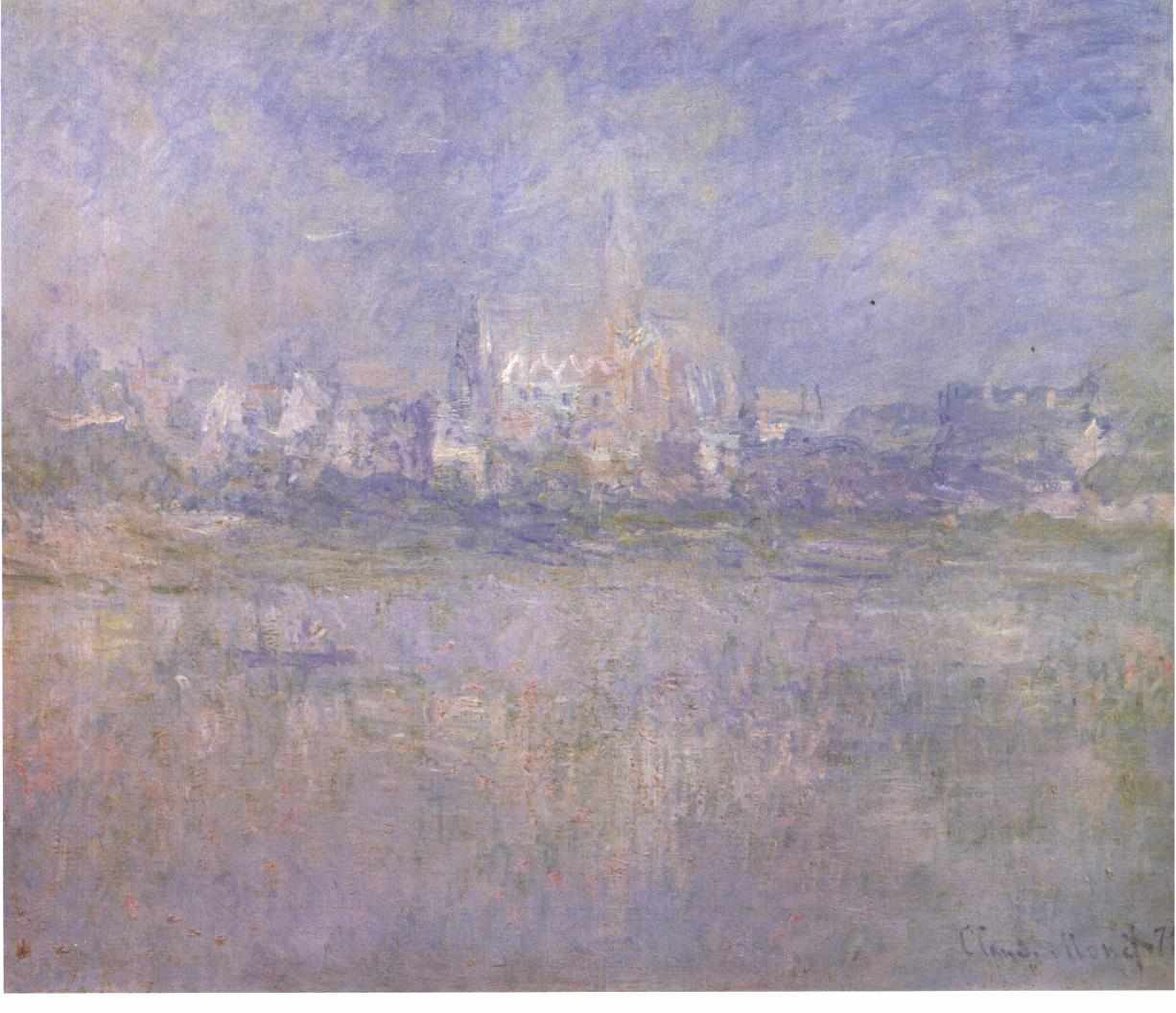
Vétheuil in the Fog, 1879, Musée Marmottan Monet, Paris
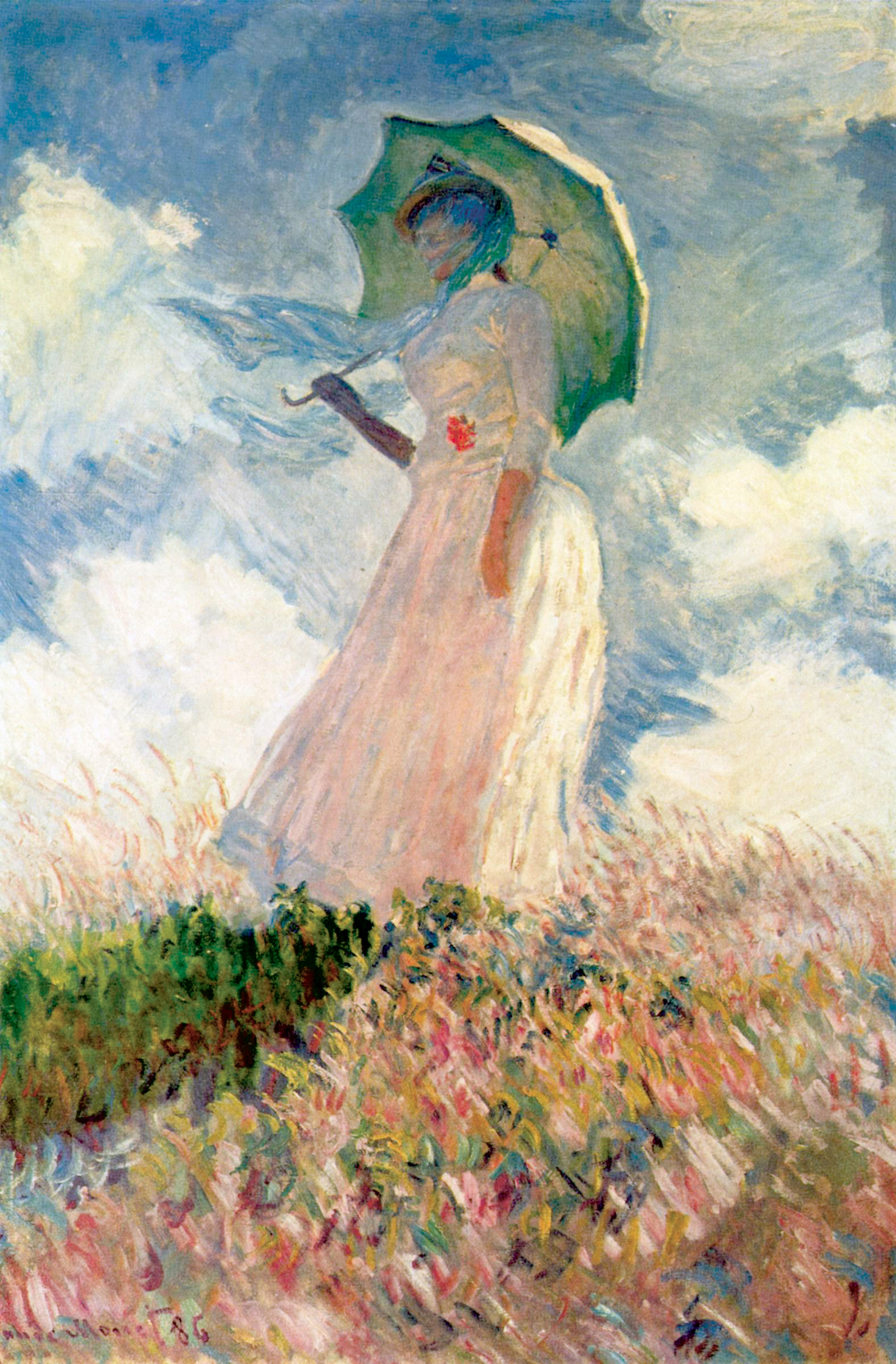
Estudo de uma figura ao ar livre: mulher com sombrinha, virada para a esquerda, 1886, Musée d'Orsay